# Brygada Świętokrzyska

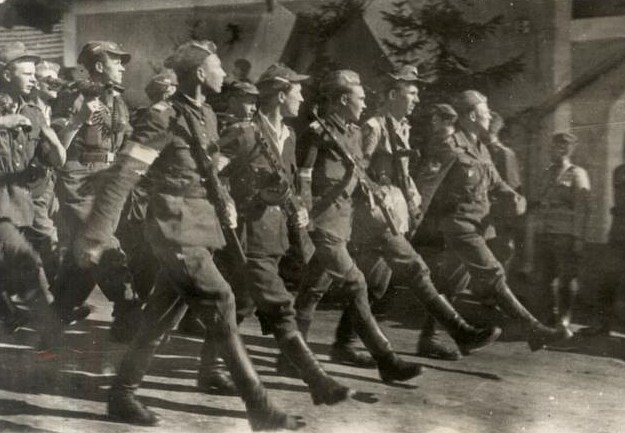
Żołnierze oddziału podczas parady w 1945

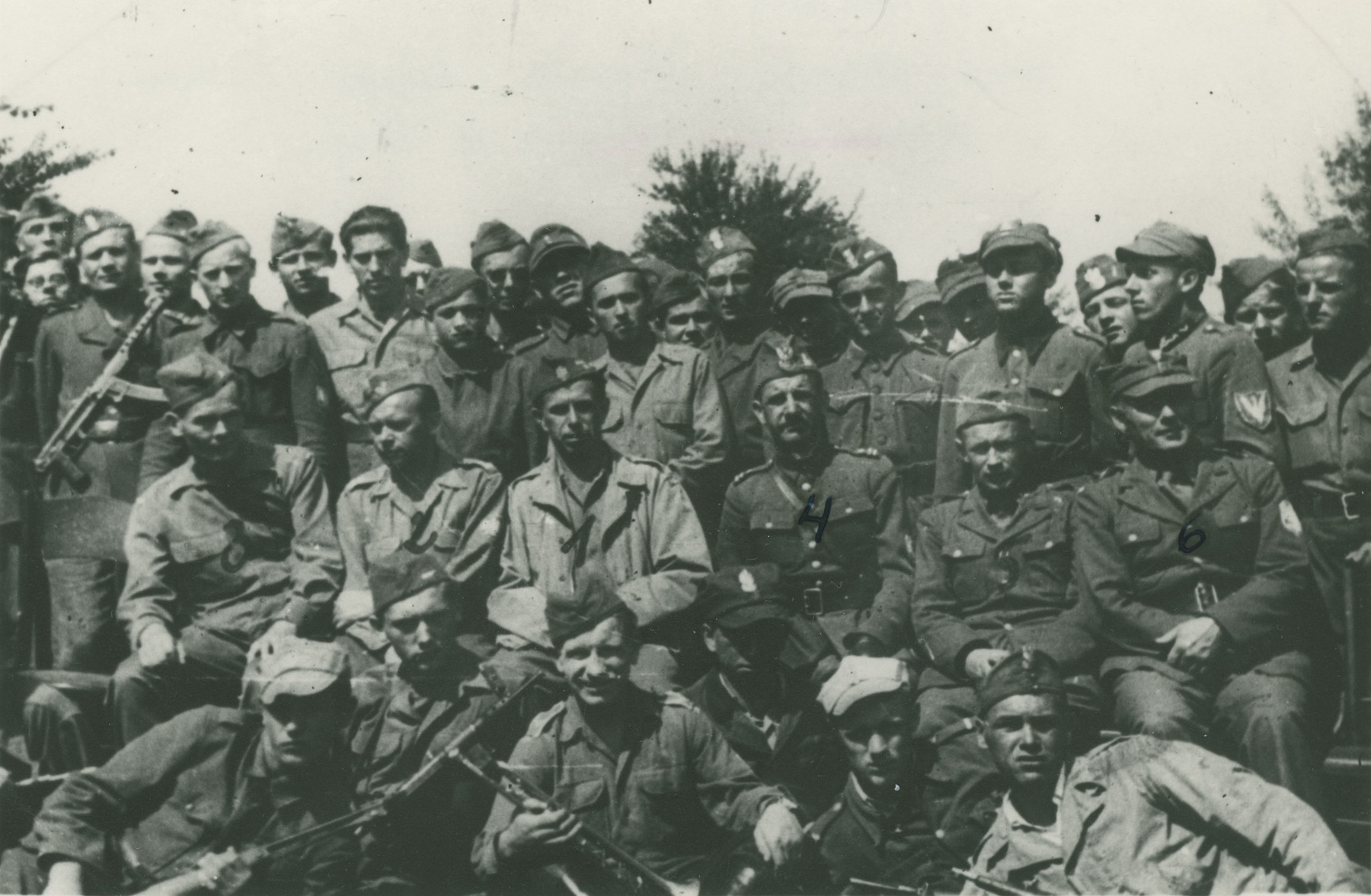
Żołnierze Brygady Świętokrzyskiej

Brygada Świętokrzyska NSZ-ZJ – oddział zbrojny tej części Narodowych Sił Zbrojnych, która nie podporządkowała się rozkazowi scalenia z Armią Krajową (NSZ-ZJ), działający w okresie od połowy sierpnia 1944 do połowy sierpnia 1945. Utworzona decyzją Rady Politycznej NSZ-Zachód w dniu 10 sierpnia 1944. Liczyła od 822 żołnierzy (w grudniu 1944) do 1417 żołnierzy (5 maja 1945).
Na Brygadzie Świętokrzyskiej ciążą bardzo poważne zarzuty o kolaborację z Niemcami – sprawa Huberta Jury i Organizacji Toma – oraz o wyznawanie poglądów faszystowskich. Współpraca z Niemcami nie ograniczała się bowiem tylko do zwalczania komunistów z Gwardii Ludowej, Armii Ludowej i Polskiej Partii Robotniczej, realizujących interesy polityczne ZSRR, lecz miała na celu także likwidowanie przeciwników dowództwa Brygady z organizacji niekomunistycznych, w tym nawet członków NSZ-ZJ.

## Powstanie Brygady Świętokrzyskiej
Brygada Świętokrzyska wywodziła się z podziemia narodowego, w obrębie którego ścierały się dwa nurty: umiarkowany, skupiony wokół Stronnictwa Narodowego i radykalny, związany z przedwojennym Obozem Narodowo-Radykalnym – ABC. Po klęsce Polski we wrześniu 1939 r. działacze ONR-ABC utworzyli konspiracyjną Grupę „Szańca”. Odmówili uznania zwierzchnictwa rządu RP na uchodźstwie, a ich organizacja wojskowa Związek Jaszczurczy nie związała się z Armią Krajowa – jedyną organizacją uznawaną za konspiracyjne Wojsko Polskie. Wraz z częścią Narodowej Organizacji Wojskowej Stronnictwa Narodowego, która nie podporządkowała się akcji scaleniowej z AK utworzyli jesienią 1942 r. Narodowe Siły Zbrojne, ale przywódcy NSZ szybko wdali się w rywalizację i spory w kwestii porozumienia z Polskim Państwem Podziemnym i uznania zwierzchnictwa AK, czego członkowie Związku Jaszczurczego nadal odmawiali. Na początku 1944 r. Zbigniew Stypułkowski, przedstawiciel rozłamowców z NOW, którzy stanowili większość sił NSZ, podpisał w imieniu organizacji umowę scaleniową z AK, co wywołało sprzeciw Związku Jaszczurczego. Spowodowało to faktyczny rozłam w NSZ i funkcjonowanie dwóch organizacji o tej samej nazwie, które nie uznawały się wzajemnie. Jedna, na czele z ppłk. Albinem Rakiem podporządkowała się dowództwu AK, zachowując pewną autonomię, a druga, skupiona wokół ppłk. Stanisława Nakoniecznikoffa-Klukowskiego, wywodząca się z dawnego Związku Jaszczurczego i politycznie kierowana przez Grupę „Szańca”, zachowała samodzielność i jeszcze bardziej zradykalizowała swój dotychczasowy kurs. Po przekroczeniu przez Armię Czerwoną linii Bugu przywódcy Grupy „Szańca” przenieśli się z Warszawy do Częstochowy i Krakowa. NSZ bezskutecznie próbowały wówczas przeprowadzić mobilizację swoich sił i realizację planu utworzenia 3 dużych zgrupowań NSZ-ZJ, które następnie ewakuowałyby się na Zachód, na tereny zajęte przez wojska amerykańskie i brytyjskie, co udało się ostatecznie jedynie Brygadzie Świętokrzyskiej. Zakładano, że w ciągu kilkunastu miesięcy po upadku III Rzeszy dojdzie do rozpadu koalicji antyhitlerowskiej i wybuchu III wojny światowej pomiędzy niedawnymi sojusznikami – ZSRR i aliantami zachodnimi. W jej trakcie ewakuowane na Zachód oddziały NSZ-ZJ wrócić miały do Polski u boku Amerykanów i Brytyjczyków w roli wyzwolicieli kraju spod sowieckiej okupacji. Pod politycznym kierownictwem ONR-ABC miało nastąpić odrodzenie niepodległej Polski.
W czerwcu 1944 r. w wyniku rozkazu komendanta Okręgu V Kieleckiego NSZ-ZJ, mjra NN ps. „Olgierd Mirski”, „Kordian” w rejonie wsi Wronów – Mirogonowice w powiecie opatowskim na Kielecczyźnie doszło do koncentracji kilku oddziałów partyzanckich NSZ-ZJ (oddziały Władysława Kołacińskiego ps. „Żbik”, por. Stanisława Grabdy ps. „Bem”, ppor. Edmunda Dachtera ps. „Bopp”, NN ps. „Ścibor”, pchor. Kazimierza Nowaka ps. „Łoś” i por. Henryka Figuro-Podhorskiego ps. „Step”, który czasowo przebywał na terenie Kielecczyzny). Sformowano z nich 3-batalionowy 204 Pułk Piechoty Ziemi Kieleckiej NSZ-ZJ, na czele którego 18 czerwca stanął mjr Eugeniusz Kerner ps. „Kazimierz”, „Jan Balcerowski”. Funkcję szefa sztabu objął rtm. Antoni Starnawski ps. „Leon”. Dowódcami poszczególnych kompanii zostali dowódcy oddziałów partyzanckich, z wyjątkiem „Ścibora”, którego zastąpił Zdzisław Jelnicki ps. „Nowina”. Pułk liczył ok. 450–600 ludzi. Prowadzono walkę zarówno z Niemcami, jak też partyzantką prokomunistyczną. Operowano z reguły siłami jednej lub kilku kompanii. Współdziałano czasem z miejscowymi oddziałami AK, a sporadycznie z BCh. W okresie od 15 do 25 lipca Pułkiem dowodził bezpośrednio, przybyły na inspekcję z Warszawy, p.o. Komendanta Głównego NSZ-ZJ ppłk Stanisław Nakoniecznikoff-Klukowski ps. „Kmicic”.
10 sierpnia przewodniczący Rady Politycznej NSZ – Zachód Kazimierz Gluziński wydał rozporządzenie o utworzeniu Grupy Operacyjnej „Zachód”. W tym celu w rejonie miejscowości Lasocin skoncentrowano kompanie 204. pp NSZ-ZJ. Dołączył do nich oddział mjra Antoniego Szackiego ps. „Dąbrowski”, „Bohun” w sile 76 ludzi. Wcześniej (7 sierpnia) w skład 204. pp NSZ-ZJ wszedł oddział wywiadowczy Komendy Głównej NSZ-ZJ pod dowództwem ppor. Wiktora Gostomskiego ps. „Nałęcz”. Przybył także komendant Okręgu V Kieleckiego NSZ-ZJ mjr NN ps. „Olgierd Mirski”. 11 sierpnia na mocy jego rozkazu, w którym powoływał się na rozkaz nowego Komendanta Głównego NSZ-ZJ gen. Tadeusza Jastrzębskiego ps. „Powała”, utworzono oficjalnie z tych oddziałów Brygadę Świętokrzyską NSZ-ZJ.

## Struktura organizacyjna
W początkowym okresie Brygada Świętokrzyska liczyła ok. 850 ludzi. Jej uzbrojenie było jednak prawdopodobnie słabe i wynosiło 1 działko przeciwpancerne, 5 ciężkich karabinów maszynowych, 25 ręcznych karabinów maszynowych, 50 pistoletów maszynowych, 320 karabinów ręcznych (głównie kb Mauser), 2 pancerzownice PIAT i 1 karabin ppanc. Posiadana amunicja wystarczała zaledwie na godzinę walki. Podobnie stan umundurowania i obuwia był bardzo zły. Brygada składała się wówczas z: Kwatery Głównej, Sztabu, 202. pp Ziemi Sandomierskiej, 204. pp Ziemi Kieleckiej i oddziałów pomocniczych. Jej obsada osobowa była następująca:
- Dowódca – mjr Antoni Szacki ps. „Bohun”, „Dąbrowski” (do czasu przybycia wyznaczonego przez KG NSZ-ZJ oficjalnego dowódcy, do czego ostatecznie nie doszło)
- Zastępca Dowódcy – Władysław Marcinkowski ps. „Jaxa”
- Komendant Kwatery Głównej – kpt. Telesfor Piechocki ps. „Gustaw”
- Kapelan – ks. NN ps. „Benedykt”
- Szef Sztabu – kpt. NN ps. „Nawarra” (do 19 sierpnia 1944), mjr Leonard Zub-Zdanowicz ps. „Ząb” (od 19 sierpnia 1944)
  - Szef organizacyjno-personalny – kpt. Stefan Marcinkowski ps. „Poraj Karol”
  - Szef wywiadu – ppor. Wiktor Gostomski ps. „Nałęcz” (do września 1944), por. Mieczysław Godziszewski ps. „Mieczysław” (od września 1944)
  - Szef operacyjny – kpt. NN ps. „Nawarra”
  - Szef łączności – kpt. Walerian Milczarek ps. „Stanisław Wołyniak”
  - Dowódca saperów – por. NN ps. „Korczak”
  - Szef sanitarny – ppor. dr Ludger Zarychta ps. „Żar”
  - Oficer oświatowo-wychowawczy – Józef Chmielewski ps. „Aleksander”, rtm. Jerzy Dobrzański-Zaleski ps. „Zaremba”
- Dowódca 202. pp – mjr Antoni Szacki ps. „Bohun”, „Dąbrowski” (do 13 sierpnia 1944), Władysław Marcinkowski ps. „Jaxa” (od 13 sierpnia 1944)
  - Kwatermistrz – kpt. Tomasz Rzepecki ps. „Stefan Białynia”
  - Dowódca plutonu zwiadu konnego – rtm. NN ps. „Piorun”
  - Dowódca I batalionu – kpt. Henryk Figuro-Podhorski ps. „Step”
    - Dowódca 1. kompanii – ppor. Jan Wódz ps. „Lampart”
    - Dowódca 2. kompanii – por. Wacław Michalski ps. „Żur”
    - Dowódca 3. kompanii (powstała później) – Bernard Lewandowski ps. „Leonard”

  - Dowódca II batalionu – kpt. Henryk Karpowicz ps. „Rusin”
    - Dowódca 4. kompanii – por. Edmund Dachtera ps. „Bopp”
    - Dowódca 5. kompanii – por. Zygmunt Rafalski ps. „Sulimczyk”
    - Dowódca 6. kompanii (powstała później) – kpt. Jerzy Jaxa-Maderski ps. „Kazimierz”

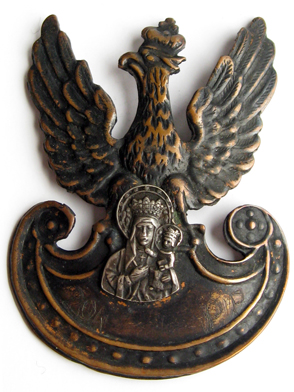
Orzeł 204.pp Brygada Świętokrzyska.

- Dowódca 204. pp – mjr Eugeniusz Kerner ps. „Kazimierz” (do 15 sierpnia 1944 r.), kpt. Jerzy Wojski (od 15 sierpnia 1944)
  - Kwatermistrz – kpt. Wojciech Dzielski ps. „Halny”
  - Dowódca plutonu zwiadu konnego – por. Zdzisław Jelnicki ps. „Nowina”
  - Dowódca I batalionu – kpt. Wacław Janikowski ps. „Wilk”
    - Dowódca 1. kompanii – por. Stanisław Grabda ps. „Bem”
    - Dowódca 2. kompanii – por. NN ps. „Zbigniew”
    - Dowódca 3. kompanii – por. Władysław Kołaciński ps. „Żbik”

  - Dowódca II batalionu – kpt. NN ps. „Jerzy”
    - Dowódca 4. kompanii – ppor. NN ps. „Walter”
    - Dowódca 5. kompanii – ppor. NN ps. „Szalej”

  - Dowódca plutonu szturmowego – ppor. NN ps. „Wiesław”
  - Dowódca kompanii szkolnej – kpt. Jerzy Szyler ps. „Jur”, kpt. NN ps. „Nawarra”, kpt. Tadeusz Żółkiewski ps. „Most”
  - Dowódca szwadronu kawalerii – mjr Jerzy Łoziński ps. „Lubicz”
  - Dowódca żandarmerii – por. Roman Bisping ps. „Grot”.

Latem 1944 oficerem do zadań specjalnych Brygady został kapitan Hubert Jura „Tom” były dowódca Akcji Specjalnej NSZ okręgu Radom – współpracujący z Gestapo na tle walki z ugrupowaniami komunistycznymi, który koordynował jej kontakty z Niemcami. Hubert Jura został w lecie 1944, wyrokiem Komendy Głównej NSZ, skazany na karę śmierci za współpracę z Gestapo i ścigany przez NSZ i AK, mimo to po sformowaniu Brygady Świętokrzyskiej (nie podlegającej wówczas komendzie głównej NSZ, a jedynie odłamowi NSZ-ZJ), pełnił w niej funkcję oficera do zadań specjalnych. W tym czasie Brygada była często odwiedzana przez przedstawicieli najwyższych władz NSZ-ZJ i Grupy „Szańca”, m.in. 13 sierpnia przybył Antoni Goerne, który przebywał w Brygadzie do października, 31 sierpnia przyjechali płk Zygmunt Broniewski ps. „Bogucki”, inspektor NSZ – Zachód, a od 20 października nowy Komendant Główny NSZ-ZJ oraz Kazimierz Gluziński, przewodniczący Rady Politycznej NSZ – Zachód, z okazji obchodów rocznicy powstania listopadowego ponownie płk Z. Broniewski, K. Gluziński i 
Jerzy Iłłakowicz ps. „Zawisza”. W ramach Brygady Świętokrzyskiej prowadzono też działalność oświatowo-kulturalną, prowadzono wykłady i odczyty, wydawano od sierpnia 1944 własne pismo pt. „W marszu i boju”.
Według meldunku dowódcy Brygady z 6 grudnia 1944 przesłanego do Komendy Głównej NSZ-ZJ, liczyła ona 822 ludzi, w tym 73 oficerów, 92 podchorążych, 164 podoficerów i 493 szeregowych. 2 stycznia 1945 – po wizycie inspektora NSZ Zachód, mjra Zygmunta Broniewskiego ps. „Bogucki” – Brygada przeszła poważną reorganizację, która zaczęła obowiązywać tydzień później. Odtąd miała się składać z oddziałów liniowych, podległych bezpośrednio dowództwu oraz trzech pułków: Świętokrzyskiego, Jasnogórskiego i Legii Nadwiślańskiej. Na początku lutego 1945, w czasie przemarszu Brygady przez Śląsk, sformowany został czwarty pułk – Poznański. W skład każdego pułku wchodziły dwa bataliony, liczące po trzy kompanie, oraz pluton ckm (2 ckm i pancerzownica PIAT). Jest kwestią dyskusyjną, czy taki podział organizacyjny Brygady faktycznie istniał, gdyż prawdopodobnie wynikał on z planów rozbudowy jednostki na wiosnę 1945, do czego już nie doszło. Ponadto zaprzecza temu w swoich wspomnieniach mjr Antoni Szacki ps. „Bohun”, „Dąbrowski”, twierdząc, że przez cały okres istnienia Brygada posiadała niezmienioną strukturę organizacyjną, a wszelkie rozkazy o jej przekształceniu wydawano w celu zmylenia wroga. Jej nowa struktura organizacyjna miała wyglądać następująco:
- Dowódca – ppłk Antoni Szacki ps. „Bohun”, „Dąbrowski”
- zastępca dowódcy – mjr Władysław Marcinkowski ps. „Jaxa”
- szef sztabu – mjr Leonard Zub-Zdanowicz ps. „Ząb”
- Oddział I Organizacyjny – mjr Stefan Marcinkowski ps. „Poraj”
- Oddział II Wywiadowczy – kpt. Dnionizy Ścisło ps. „Wiktor”
- Oddział III Operacyjno-wyszkoleniowy – kpt. Wacław Janikowski ps. „Wilk”
- Oddział IV Kwatermistrzowski – mjr Stefan Marcinkowski ps. „Poraj”
- Oddział V Łączności – mjr Walerian Mielczarek ps. „Wołyniak”
- Oddział VI Oświatowo-wychowawczy – rtm. Jerzy Dobrzański-Zaleski ps. „Zaremba”
- komendant Kwatery Głównej – mjr Jerzy Szyller ps. „Jur”
- szef służby sanitarnej – kpt. dr Jan Zarychta ps. „Żar”
- szef służby duszpasterskiej – kpt. ks. Franciszek Błaż ps. „Mróz”
- szef uzbrojenia – chor. NN ps. „Śmieszny”
- szef służby weterynaryjnej – st. sierż. pchor. Marian Franciszek Fajfer ps. „Pogończyk”
- oficer żywnościowy – ppor. NN ps. „Oporny”
- oficer taborowy – rtm. NN ps. „Żubr”
- oficer gospodarczy – st. sierż. NN ps. „Klemens”
- szef kancelarii – kpr. z cenzusem NN ps. „Krystyna”
- dowódca plutonu żandarmerii i kompanii asystencyjnej – por. Stefan Celichowski ps. „Skalski”
- dowódca oddziału kawalerii – por. NN ps. „Jerzy”
- dowódca kompanii telegraficznej – por. NN ps. „Kobus”
- dowódca kompanii saperów – kpt. NN ps. „Korczak”
- dowódca kompanii szkolnej – por. Tadeusz Żółkiewski ps. „Most”
- dowódca plutonu artylerii – por. Roman Bisping ps. „Grot”
- Pułk Nadwiślański – p.o. dowódcy kpt. Henryk Figuro-Podhorski ps. „Step”
  - szef sztabu – kpt. Zygmunt Rafalski ps. „Sulimczyk”
  - adiutant – vacat
  - kwatermistrz – ppor. Jerzy Radzik ps. „Socha”
  - oficer informacji – ppor. Władysław Czerwiński ps. „Mara”
  - oficer taborów – st. wachm. NN ps. „Szyszka”
  - dowódca ckm – ppor. NN ps. „Rawicz”
  - I batalion – dowódca kpt. Henryk Figuro-Podhorski ps. „Step”
    - 1. kompania – dowódca ppor. Jan Wódz ps. „Lampart”
    - 2. kompania – por. Wiktor Dziubiński ps. „Boruta”

  - II batalion – dowódca kpt. Wacław MIchalski ps. „Żur”
    - 4. kompania – dowódca por. NN ps. „Szaława”
- Pułk Świętokrzyski – p.o. dowódcy mjr Henryk Karpowicz ps. „Rusin”
  - szef sztabu – vacat
  - adiutant – por. Jerzy Maderski ps. „Jaxa”
  - kwatermistrz – kpt. Franciszek Szczepański ps. „Wital”
  - oficer informacji – por. NN ps. „Jan”
  - oficer taborów – wachm. NN ps. „Róg”
  - dowódca ckm – ppor. NN ps. „Granit”
  - I batalion – dowódca mjr Henryk Karpowicz ps. „Rusin”
    - 1. kompania – dowódca por. Edmund Dachtera ps. „Bopp”
    - 2. kompania – dowódca por. Stefan Władyka ps. „Lech”

  - II batalion – kpt. Jan Martla ps. „Kazimierz”
    - 4. kompania – kpt. Jan Martla ps. „Kazimierz”
- Pułk Jasnogórski – p.o. dowódcy kpt. Zbigniew Józef Jawor ps. „Jerzy”
  - szef sztabu – kpt. Stanisław Skorupski ps. „Walery”
  - adiutant – por. Wacław Ochocki ps. „Lotka”
  - kwatermistrz – sierż. pchor. Witold Płaszkiewicz ps. „Pulc”
  - oficer informacji – ppor. Roman Chmurowicz ps. „Wolf”
  - oficer taborów – rtm. Stanisław Bagiński ps. „Żuraw”
  - dowódca ckm – ppor. Edward Chmielewski ps. „Zbigniew”
  - I batalion – dowódca kpt. Władysław Kołaciński ps. „Żbik”
    - 1. kompania – por. Matuszewski ps. „Mat”
    - 2. kompania – por. Bogusław Denkiewicz ps. „Bolesław”

  - II batalion – por. NN ps. „Gustaw”
    - 4. kompania – por. Bernard Lewandowski ps. „Leonard”.
- Pułk Poznański – p.o. dowódcy kpt. Telesfor Piechocki ps. „Gustaw”
  - szef sztabu – vacat
  - adiutant – ppor. Jacek Gumowski ps. „Jacek”
  - oficer informacji – ppor. Jurand Pluciński ps. „Jurand”
  - kwatermistrz – kpt. Zdzisław Przybył ps. „Albert”
  - I batalion – dowódca kpt. Telesfor Piechocki ps. „Gustaw”
    - 1. kompania – dowódca por. NN ps. „Żuk”
    - 2. kompania – p.o. dowódcy ppor. Zygmunt Borowicki ps. „Zygmunt”

  - II batalion – dowódca por. Stefan Celichowski ps. „Skalski”
    - 4. kompania – p.o. dowódcy ppor. NN ps. „Orkan”.

Oficerem do zadań specjalnych Brygady był wtedy Hubert Jura ps. „Tom” działający wówczas w Częstochowie w porozumieniu z Gestapo – m.in. pomagał on szefowi wydziału II KG NSZ-ZJ „Olesiowi” przeprowadzać zmiany we władzach NSZ-ZJ poprzez likwidację przeciwników współpracy z Niemcami oraz likwidował członków AL i PPR, a także oponentów politycznego zaplecza Brygady z organizacji niekomunistycznych. Z nieznanych przyczyn ówczesną funkcję i rolę „Toma” pomijają we wspomnieniach dowódcy Brygady.

## Działalność bojowa

### Walka z Armią Ludową i partyzantką radziecką
Brygada Świętokrzyska walczyła przede wszystkim z polską partyzantką komunistyczną (AL, działania miały charakter odwetowy) i partyzantką radziecką, których uważała za wrogów numer jeden. Stopniowo powiększała swoją liczebność, dochodząc jesienią 1944 do ok. 1200 ludzi. Do jej ważniejszych akcji zbrojnych należały:
- 23 czerwca 1944 – zaatakowanie oddziału Armii Ludowej „Górala” w rejonie miejscowości Działki Nosowskie, NSZ-ZJ mimo przewagi liczebnej po walce wycofał się, tracąc 6 zabitych i 3 jeńców, których zwolniono po zapewnieniu, że nie będą napadać na walczących z Niemcami partyzantów.

- 17 lipca 1944 – kilkugodzinny atak 204 pułku NSZ-ZJ w sile około 500 ludzi dowodzony przez ppłk „Kmicica” pod Skrobaczowem na oddziały AL i związanych z AK Batalionów Chłopskich liczące około 100 ludzi. Oddziałem BCh Józefa Maślanki pod jego nieobecność dowodził Kazimierz Orczykowski, natomiast oddziałem AL kpt. Zygmunt Bieszczanin „Adam”[15]. Oddział AL po kilkugodzinnej walce wycofał się wraz z większością partyzantów BCh; rozbrojono i wychłostano 6 (w innej wersji 12) żołnierzy BCh. Usłyszawszy strzelaninę Maślanka zmobilizował placówki BCh i zaatakował NSZ-ZJ od tyłu co spowodowało odwrót pułku. Zginął jeden żołnierz NSZ-ZJ i czterech członków AL i BCh.

- 16 sierpnia 1944 – akcja w rejonie Krzepina przeciwko oddziałowi AL Stanisława Olczyka ps. „Garbaty”; okazało się, że oddział opuścił biwak, natomiast zaatakowano i rozbrojono współpracujący z AL oddział Batalionów Chłopskich Bolesława Kozłowskiego ps. „Wiara”. Po stwierdzeniu pomyłki oddział BCh wypuszczono i zwrócono broń[16]. Według Bogdana Hillebrandta, „Wiara” zaalarmował przez łączników władze BCh, które zarządziły alarmową koncentrację swoich oddziałów koło Psar, wzięto też jako zakładników kilku właścicieli majątków ziemskich związanych z NSZ-ZJ – po pertraktacjach z NSZ-ZJ oddział zwolniono a BCh zwolniło zakładników – zginęło jednak 2 żołnierzy BCh z oddziału „Wiary”[17];

- 24 sierpnia akcja w rejonie Fanisławic przeciwko 2 Brygadzie AL „Świt” pod dowództwem Tadeusza Maja ps. „Łokietek”, którzy wysadzili pociąg cywilny i ograbili polskich pasażerów[18]. Według jednej z wersji, po otoczeniu gajówki, w której spodziewano się spotkać partyzantów 2 Brygady AL „Świt”, doszło do wymiany ognia, podczas której 2 AL-owców i gajowy Woźniak AK-owiec zginęło, a 1 został ranny, według innej wersji, partyzanci z Brygady Świętoktzyskiej pod Fanisławicemi zabili ppor. Maćka skoczka z Batalionu Szturmowego Wojska Polskiego oraz współpracyjącego z AL[19] gajowego Eugeniusza Woźniaka członka Armii Krajowej, natomiast trzech AL-owców uprowadzili[20][21]. Po zakończeniu akcji okazało się, że reszta oddziału AL przebywała w innym miejscu, zdobyto natomiast tabory Brygady AL „Świt”, w tym: 3 pistolety maszynowe, 1 karabin ppanc. i amunicję;

- Tego samego dnia w lasach między Olesznem a Lasocinem oddział Władysława Kołacińskiego ps. „Żbik”, wracając spod Fanisławic, natknął się i rozbroił oddział AL Jana Okrutnego ps. „Zaręba” i uwolnił przetrzymywanych przez nich kolaboracyjnych granatowych policjantów[18]. Część żołnierzy AL po rozbrojeniu zwolniono, ale większość wzięto do niewoli. Wziętych do niewoli aelowców uwolniła kompania sztabowa AL pod dowództwem płk. Mieczysława Moczara, który „Bohunowi” postawił ultimatum następującej treści: „Jeżeli w ciągu 5 minut od chwili otrzymania niniejszego pisma, zatrzymani żołnierze i oficerowie AL nie zostaną zwolnieni z własną bronią, oddział „NSZ” całą siłą ognia Armii Ludowej zostanie zaatakowany, a rezultaty ataku będą przesądzone”[22];
- 8 września zlikwidowanie w rejonie wsi Rząbiec oddziału AL Tadeusza Grochala ps. „Tadek Biały” oraz grupy radzieckiego wywiadu wojskowego pod dowództwem Iwana Iwanowicza Karawajewa. Po krótkiej wymianie strzałów pomiędzy grupą aprowizacyjną AL a patrolem Brygady przysłane na miejsce starcia posiłki AL pojmały złożony z 12[23] żołnierzy patrol pod dowództwem ppor. Franciszka Bajcera ps. „Sanowski”. Jednemu z żołnierzy patrolu udało się uciec i poinformować o sytuacji dowództwo Brygady, resztę oddziału NSZ-ZJ zaczęła przesłuchiwać grupa działaczy PPR, znajdująca się w szeregach AL. Następnie doszło do ataku Brygady, w wyniku którego całkowicie rozbito oddział AL – według meldunku NSZ-ZJ zginęło 34 komunistów, rannych zostało 30, a 67 Sowietów dostało się do niewoli (10 żołnierzy radzieckich wraz z T. Grochalem i I.I. Karawajewem zdołało wycofać się). Do niewoli dostało się także 40 Polaków, członków AL – część z nich zwolniono, a kilkunastu wstąpiło do Brygady Świętokrzyskiej[24]. Jeńcy z NSZ-ZJ w momencie uwolnienia stali nad wykopanymi przez siebie grobami[23]. Grzegorz Motyka stwierdził, że NSZ-owcy rozstrzelali jeńców radzieckich. Podał taki opis wydarzeń: Jeńców sowieckich (...) postanowiono po prostu rozstrzelać. Ci jednak, słusznie przewidując, jaki czeka ich los, już w drodze na egzekucję rzucili się do rozpaczliwej ucieczki. Jednemu lub dwóm udało się zbiec, a sześćdziesięciu siedmiu zostało ściętych kulami z rozstawionych wokoło erkaemów. Od własnych kul zginęło również dwóch żołnierzy NSZ, a trzej kolejni zostali ranni. (...) Możemy być też pewni, że część żołnierzy sowieckich w czasie ucieczki została jedynie ranna, a następnie dobita przez straże NSZ.[25] „Głos Kombatanta Armii Ludowej” podał, że żołnierze NSZ-ZJ powiązali ręce drutem kolczastym jeńcom radzieckim, a następnie zastrzelili ich w liczbie 64, a pozostałych czterech oficerów i radiotelegrafistów przekazali Gestapo. Żołnierzy AL mieli poddać śledztwu, stosując wobec nich tortury. Łączniczkę, byłą członkinię KPP ps. „Krycha” – „Gruba Kryśka” zabili oddając strzał w brzuch i pozostawiając ranną. Torturowano także kpr. Mariana Pacieja ps. „Napoleon”, którego następnie zastrzelono. Na śmierć skazano także skoczka por. „Edwarda” z Lubelszczyzny i gwardzistę „Orłowskiego”. Starając się zmusić do zeznań, bito kobiety – gwardzistki Barbarę Jaszczyk ps. „Baśka” oraz Janinę Kowalczykową ps. „Marta”. Mimo że „Marcie” nie udowodniono, że jest żoną Piotra Kowalczyka ps. „Wolny”, którego poszukiwano oraz, że jest łączniczką na Zagłębie Dąbrowskie, ją także skazano na śmierć (ostatecznie w wyniku interwencji por. AL „Edwarda” biorącego na siebie całą odpowiedzialność, wyrok ten został zmieniony)[26].

- W połowie października oddziały Brygady przeszły na obszar powiatu radomszczańskiego. Zajmowały się głównie zwalczaniem niewielkich oddziałów Armii Ludowej i skoczków radzieckich, m.in. 13 października zlikwidowano porywający zakładników[27] oddział AL Stanisława Wilka ps. „Sarna”, działający w rejonie Sekurska oraz zniszczono pod Soborzycami radziecką radiostację, której załoga, nie chcąc się poddać, zginęła w płonącej stodole. Wyłapywano i zabijano również pojedynczych członków AL i PPR, co skutecznie sparaliżowało działalność komunistów w tym rejonie;
- 18 grudnia zaatakowano i zniszczono we wsi Krzelów grupę radzieckich partyzantów z oddziału „Awangarda” pod dowództwem lejtnanta Wasyla Lukianowicza Tichonina ps. „Wasyl”;
- Tego samego dnia zniszczono niezidentyfikowany oddział komunistyczny w rejonie wsi Węgrzynów i Obiechów, który rabował miejscową ludność cywilną[28];
- 21 grudnia Brygada przeszła w rejon wsi Nowy Maciejów – Giebułtów, gdzie stacjonowała do chwili wyruszenia na Zachód.

Kilkukrotnie dochodziło również do spięć ze stacjonującą na terenie powiatu stopnickiego Brygadą PSzP „Grunwald”, które jednak nie przerodziły się w walki bratobójcze.
Z rąk NSZ na Kielecczyźnie, a zwłaszcza Brygady Świętokrzyskiej zginęło w okresie od sierpnia do grudnia 1944 r., tylko w okupowanej części Polski, według niepełnych danych 215 żołnierzy AL, członków PPR i ich sojuszników.

### Walka z Niemcami
Brygada podejmowała także walki z Niemcami. Doszło do następujących starć:
- 18 sierpnia oddział por. Władysława Kołacińskiego ps. „Żbik” rozbroił Niemców z SS i SA oraz Ukraińców jadących na 2 furmankach, rozstrzelano 9 jeńców[31];
- 21 sierpnia oddział kpt. Henryka Karopowicza ps. „Rusin” zajął stację kolejową Żelisławice, zdobywając 15 karabinów i amunicję, wziętych do niewoli 15 kolejarzy niemieckich wypuszczono[32];
- 23 sierpnia doszło we wsi Ostrów do starcia z patrolem niemiecko-ukraińskim, zginęło 6 żołnierzy Brygady, a patrol wycofał się w kierunku Krasocina;
- 1 września patrol aprowizacyjny Brygady pod dowództwem sierż. Aleksandra Wilczyńskiego ps. „Wilk” natknął się w Radoszycach na ok. 100-osobowy niemiecki oddział ekspedycyjny, dysponujący czterema samochodami i wozem pancernym[33]. Ostrzelano Niemców, którzy wycofali się z miasteczka, po kilkugodzinnej walce oddział NSZ-ZJ wycofał się, walkę z Niemcami dokończyły oddziały 2. batalionu 3 Pułku Piechoty AK, ogółem Niemcy stracili 19 zabitych.
- w połowie września oddział ppor. Edwarda Chmielewskiego ps. „Zbigniew” stoczył w okolicy Raszkowa zwycięską potyczkę z patrolem niemieckim. W wyniku starcia zginęło kilkunastu Niemców, 9 wzięto do niewoli[34];
- 20 września oddziały Brygady, stacjonujące w Cacowie, stoczyły bitwę z silnym oddziałem Niemców w sile ok. 400 żołnierzy Luftwaffe i ok. 100 żandarmów wspieranych przez lotnictwo. W dniu 19 września oddział 2 Dywizji Piechoty Legionów Armii Krajowej zaatakował w tej wsi niemiecki samochód, a później odmaszerował do Radoszyc – jeden z Niemców zbiegł i następnego dnia sprowadził obławę. W nocy do Cacowa nadeszła Brygada. Przeciwko oddziałowi lotników wysłano 202. pp z zadaniem urządzenia zasadzki, a przeciwko żandarmom – kompanię szkolną, która miała ich powstrzymać w czasie przekraczania mostu na Nidzie. Oba oddziały niemieckie zostały powstrzymane – krótkie starcie z motocyklistami stoczył 202 pułk. Natomiast 204. pp wraz z taborami został w Cacowie ostrzelany i zbombardowany przez samolot niemiecki, ale bez większych szkód. Wieczorem Brygada oderwała się od Niemców i po przeprawie przez Nidę udała się w kierunku majątku Lasocin. Ogółem straciła 3 zabitych i 5 rannych. Straty niemieckie są nieznane[35];
- 12 listopada doszło pod wsią Krępa do starcia z oddziałem niemieckiej straży granicznej liczącym ok. 120 żołnierzy, w wyniku czego kilkudziesięciu Niemców zostało zabitych i rannych, zdobyto kilka samochodów z granatami i amunicją[36];
- 17 listopada oddział kpt. Stanisława Grabdy „Bema” zniszczył dwie niemieckie haubice 100 mm[36];
- 22 listopada oddział kpt. Władysława Kołacińskiego ps. „Żbik” uderzył na niemiecki magazyn zaopatrzeniowy we Włoszczowie[36];
- 20 grudnia pod Marcinkowicami 204. pp został zaatakowany przez liczący 200 ludzi oddział własowców, których powstrzymano i zmuszono do ucieczki kosztem 1 rannego. Zabito 30 żołnierzy wroga, 40 wzięto do niewoli[37]. Jeńcy zeznali, że brali udział w tłumieniu powstania warszawskiego.

Historyk i badacz podziemia niepodległościowego Bartosz Wójcik dokonując kwerendy zasobu niemieckich Archiwów Federalnych potwierdził istnienie tylko 8-9 starć Brygady Świętokrzyskiej z Niemcami. Jego zdaniem informacja o ponad 20 potyczkach z wojskami niemieckimi i zadaniu im strat sięgających 200 poległych pochodzi z wewnętrznych dokumentów NSZ-ZJ i powojennych wspomnień kombatantów Brygady Świętokrzyskiej, natomiast rzeczywista liczba zabitych okupantów zamyka się w przedziale 6-10 osób. Według Wójcika starcia Brygady Świętokrzyskiej z Niemcami miały charakter pozorowany, celem przekazywania jej broni, bowiem nie ma po nich śladu w meldunkach niemieckich, a Brygada Świętokrzyska w czasie kilku walk w połowie listopada 1944 r. miała nie ponieść żadnych strat własnych.

## Relacje zArmią KrajowąiPolskim Państwem Podziemnym
Już w czasie okupacji Brygada Świętokrzyska nie cieszyła się dobrą opinią wśród innych polskich organizacji konspiracyjnych. Na kontaktach z AK cieniem kładło się niezaakceptowanie przez część NSZ umowy scaleniowej z marca 1944 roku i skutkujący tym rozłam w NSZ na dwie niezależne od siebie organizacje: jedną uznającą zwierzchnictwo AK (NSZ-AK) i drugą odrzucającą to zwierzchnictwo (NSZ-ZJ lub NSZ-ONR). NSZ-ONR stał wyraźnie poza Polskim Państwem Podziemnym, budując alternatywną wobec niego administrację (Służba Cywilna Narodu) i zupełnie dowolnie interpretując oraz akceptując lub nie takie czy inne rozkazy Rządu RP na uchodźstwie i Naczelnego Wodza. Uzurpował sobie również prawo sprawowania władzy sądowniczej oraz wydawania i wykonywania wyroków wedle własnego uznania. Dowództwo Brygady Świętokrzyskiej nie popierało walki AK z Niemcami w obliczu wkraczającej na terytorium Polski Armii Czerwonej, ponieważ uważało, że przyspiesza ona jedynie moment klęski Niemiec na wschodzie, a tym samym rozciągnięcie okupacji sowieckiej na całość terytorium II RP. Z kolei przedstawiciele AK zarzucali Brygadzie kolaborację z Niemcami.
Komendant Główny AK, gen. bryg. Leopold Okulicki ps. „Niedżwiadek” w swoim meldunku do Londynu o sytuacji wojskowej i politycznej w kraju z 9 grudnia 1944 roku podkreślił jednak, że należy wyraźnie odróżnić dowódców NSZ-ONR i cele im przyświecające od zwykłych żołnierzy tej formacji, nie mających żadnego wpływu na to, w jakim celu i do czego są wykorzystywani: „Zwracam uwagę, że w szeregach NSZ znajduje się dużo elementu pełnowartościowego, zbałamuconego przez niepoczytalne kierownictwo polityczne (...). Należy się przeciwstawiać w propagandzie próbom NSZ współpracy z Niemcami”
W raportach VI Oddziału Komendy Okręgu AK Kielce z drugiej połowy 1944 r. tak pisano o konkurencyjnej jednostce: „Oddział ten jest dobrze uzbrojony i wyszkolony. Ćwiczy i obozuje niemal na oczach Niemców, którzy nie atakują go. Przeprowadza akcje skierowane przeciw desantom sowieckim, berlingowcom, Armii Ludowej i elementom lewicującym (często przeciw BCh). W pierwszych dniach października grupa NSZ aresztowała i przywiozła do Biegunowa (włoszczowskie) 40 mężczyzn podejrzanych o komunizm. Poddano ich badaniom i część rozstrzelano”. W tych samych dokumentach zarzucano NSZ-ZJ pospolity bandytyzm: „Stosunek ludności cywilnej do oddziałów NSZ jest wyraźnie wrogi ze względu na przeprowadzane bezwzględne rekwizycje żywności i zdarzające się przy tym rabowanie ubrań i bielizny”. Strategię i kierunek obrany przez Brygadę z kolei tak scharakteryzowano w meldunku dowódcy okręgu AK Radom z 2 stycznia 1945 roku: „Działalność NSZ bez zmian. Wyraźna współpraca z Niemcami i plaga społeczeństwa na skutek stosowania rekwizycji. 22 listopada w czasie przemarszu NSZ przez miejscowość Oleszno Niemcy ściągnęli posterunki. Notowane są kontakty z Gestapo”.
Do ostrego sporu między oddziałem AK a patrolem rekwizycyjnym Brygady Świętokrzyskiej doszło w nocy z 21 na 22 grudnia 1944 w majątku Pierocice. Pomimo sprzeciwu akowców patrol rekwizycyjny z majątku zabrał konie, 2 krowy i 2 świnie oraz 500 kg zboża. Podobne zdarzenie miało miejsce we dworze Janoszów należącym do Białkowskich. Tam zarekwirowano 1 świnię. W Raszówku grupa „Sępa” napadła na dom i dopuściła się kradzieży kur, kaczek, gęsi, ubrań, bielizny i sukni damskich. Z kolei w Lisinach partyzanci skradli gospodarzowi alkohol. Oprócz rekwizycji kluczowym czynnikiem niechęci popierającego NSZ ziemiaństwa było grubiaństwo, brak karności i brak poszanowania dla zasad moralnych wśród jego członków.
Nie mniej krytyczni wobec Brygady byli członkowie i sympatycy ruchu ludowego, gdyż jej żołnierze rozbrajali oddziały Batalionów Chłopskich (oskarżanych przez NSZ-ONR o współpracę z komunistami) i dokonywali rekwizycji również w wioskach sprzyjających partyzantce chłopskiej. Kontakty dowództwa Brygady z Gestapo traktowali jako przejaw zdrady stanu. W jednym z czasopism wydawanych przez BCh pt. „Ziemia” z października 1944 r. pisano: „NSZ łamie wspólny front społeczeństwa polskiego przeciwko Niemcom – kontaktuje się z Niemcami i pomaga im. W ten sposób NSZ stał się zdrajcą sprawy narodowej. Po oswobodzeniu Polski od okupanta przywódcy NSZ winni być pociągnięci do odpowiedzialności”.
Od działalności Brygady Świętokrzyskiej odcinała się nawet część NSZ scalona z AK. W jednym z czasopism wydawanych przez NSZ-AK pt. „Wielka Polska” z 29 listopada 1944 r. stwierdzono: „Tu, tam i ówdzie tworzy się opowieść snuta nie przez komunistów, tylko i nie przez Niemców wcale, ale rośnie ponura legenda wśród dobrej Polski. Rośnie sława Brygady Świętokrzyskiej. Zła sława. Narodowe Siły Zbrojne nie mają nic wspólnego z tzw. Brygadą Świętokrzyską i jej «brygadową sławą»”.
Od stycznia 1945 roku trwało ciche zawieszenie broni pomiędzy Niemcami a Brygadą Świętokrzyską. Delegatura Rządu na Kraj meldowała do Londynu: „Brygada Świętokrzyska NSZ pod komendą Bohuna przegrupowuje się obecnie ku zachodowi w myśl dyrektyw ONR pozostania po niemieckiej stronie frontu. Zarówno ze strony AK jak NSZ-SN wreszcie od dezerterów AL z powiatu radomszczańskiego stwierdzono, że przy przeprawie części oddziałów (m.in. słynny oddział Żbika który współpracował z Niemcami również na terenie Miechowskiego) przez Pilicę Niemcy wycofali uprzednio posterunki mostowe. Gestapo wypuściło na wolność jak to już niejednokrotnie miało miejsce dowódcę bojówki ONR Pługa ujętego na robocie z bronią w ręku”.

## Program i ideologia
Twórcy Brygady Świętokrzyskiej reprezentowali poglądy faszystowskie, od których odcinał się główny nurt NSZ. Odrzucali demokrację w jakiejkolwiek formie, traktując ją jako zło wcielone. Byli zwolennikami totalitarnej dyktatury jednej partii oraz zakazu działalności organizacji innych niż narodowo-radykalne. Pełnia władzy w państwie miała należeć do wywodzącej się z Organizacji Polskiej (tajnego kierownictwa ONR-ABC) elity, zdolnej udowodnić czysto polskie – w znaczeniu rasowym (wykluczano możliwość asymilacji niepolskich grup etnicznych) – pochodzenie aż do czwartego pokolenia wstecz. Mniejszości narodowe na obszarze nowej „Wielkiej, Narodowej i Katolickiej Polski” – od granicy z traktatu ryskiego po Odrę i Nysę Łużycką – miały zostać ustawowo wysiedlone poza jej granice, a jednostki znane z antypolskiej działalności – zlikwidowane.

## Marsz na Zachód
Ofensywa Armii Czerwonej rozpoczęta 13 stycznia 1945 całkowicie zaskoczyła władze NSZ-ZJ i Grupę „Szańca”, które przewidywały ją najwcześniej wiosną tego roku. Na dodatek jeszcze 5 stycznia wyruszył z zadaniem zlikwidowania niemieckiego posterunku na Warcie oddział Władysława Kołacińskiego ps. „Żbik”, w wyniku czego liczebność Brygady Świętokrzyskiej spadła do poniżej 800 ludzi. 13 stycznia rano dowódca Brygady otrzymał rozkaz Komendanta Głównego NSZ-ZJ, płk. Zygmunta Broniewskiego ps. „Bogucki” o następującej treści: Ofensywa sowiecka rozpoczęła się 13 stycznia 1945 r. Brygada ma wykonać rozkaz wycofania się na Śląsk. Pomocy żadnej nie możemy udzielić. Należy liczyć na własne siły.
Po południu nastąpił wymarsz Brygady, która następnego dnia osiągnęła rejon wsi Kępie – Marcinkowice – Pogwizdów. Tam została zaatakowana przez Niemców. Walki jednak ustały, gdy Bohun wysłał do nich swojego adiutanta „Jaremę”. W nocy z 14 na 15 stycznia Brygada przeszła na nowe miejsce postoju w miejscowości Koryczany – Dziadówka. Po rozpoznaniu przejść przez rzekę Pilicę postanowiono przekroczyć ją przez słabo broniony most pod Żarnowcem. Dzięki pośrednictwu Huberta Jury „Toma” udało się uzyskać zgodę Niemców na przejście Brygady na drugą stronę rzeki. Podczas przekraczania Pilicy po południu 15 stycznia oddziały Brygady zostały ostrzelane przez radzieckie czołgi, ale bez strat własnych, jedynie ze stratą części taborów. Późnym wieczorem osiągnięto miejscowość Solca, gdzie zatrzymano się na odpoczynek. Stamtąd został wysłany do Krakowa do Komendy Głównej NSZ-ZJ patrol w celu poinformowaniu o sytuacji Brygady, w skład którego wchodzili – według różnych źródeł – adiutant dowódcy Brygady ppor. Stanisław Sikorski ps. „Jarema” lub por. NN ps. „Bogusław” i łączniczka.
Dowódca Brygady wydał też rozkaz do podkomendnych, w którym oświadczył: Ofensywa bolszewicka zmusiła nas do przesunięcia się na zachód Polski. Na drodze stanęły nam umocnienia niemieckie. W dniu 14 bm. starliśmy się z Niemcami, chcąc przebić się na zachód. Nie daliśmy rady. W dniu 15 bm. czołgi radzieckie zaatakowały nas od wschodu. Dla ratowania brygady porozumiałem się z dowództwem fortyfikacji niemieckich, aby zezwoliło nam przejść przez ich linie na zachód. Tym samym weszliśmy w stan niewojowania z Niemcami na czas nieokreślony. Mam nadzieję, że szybko toczące się wypadki wojenne pozwolą nam w niedalekiej przyszłości zameldować się u Naczelnego Wodza i prawowitego Rządu Polskiego i według jego rozkazu zwrócić nasz oręż przeciwko wrogowi, którego każe nam zwalczać.
Rano 16 stycznia, wobec zbliżania się Armii Czerwonej, Brygada ruszyła dalej, docierając wieczorem, po ominięciu Zawiercia, do miejscowości Blanowice, gdzie dokonano krótkiego odpoczynku. Po dotarciu do miejscowości Koziegłowy natrafiono na niemieckie umocnienia obronne. Po kolejnych rozmowach z Niemcami, w których tym razem uczestniczyli mjr H. Karpowicz ps. „Rusin”, kpt. T. Żółkiewski ps. „Most” i por. Karol Karolewicz, uzyskano zgodę na przejście fortyfikacji, co miało miejsce w nocy.
Do Brygady dołączyło 2 oficerów łącznikowych SS, w tym Hauptsturmführer SS Paul Fuchs, szef Gestapo dystryktu Radom, posiadający od jesieni 1944 stały kontakt z brygadą za pośrednictwem Huberta Jury. Planował on wykorzystanie brygady przeciw ZSRR – w pierwszym rzędzie do dywersji i sabotażu na zapleczu radzieckiego frontu, a na dalszym etapie – do walki na froncie wschodnim. Z tego powodu załatwił dozbrojenie brygady przez Niemców i popierał jej liczebny rozwój. 17 stycznia Brygada przybyła do Babienicy. Następnego dnia osiągnęła przedmieścia Lublińca, gdzie próbował zastąpić jej drogę niewielki oddział niemiecki, ale w obliczu jej przewagi odszedł. Wyminięto miasto i wieczorem dotarto do miejscowości Solarnia – Dziewicza Góra, a następnego dnia do miejscowości Otmęt, gdzie żołnierze Brygady odpoczęli w opuszczonych barakach jenieckich. W nocy, wobec zbliżania się wojsk radzieckich, wyruszono w kierunku Odry. Po pertraktacjach z Niemcami Brygada przeszła przez most na rzece na końcu po oddziałach niemieckich i ludności cywilnej. Zatrzymano się na krótki postój w rejonie Kammersfeld. W celu oderwania się od Armii Czerwonej w dniach 20–27 stycznia forsownym marszem pokonano ok. 100 km, przechodząc przez miejscowości: Kuźnica Ligocka, Goworowice, Bobolice. W Bobolicach do Brygady dołączył oddział Akcji Specjalnej z Okręgu V Kieleckiego w sile ok. 100 ludzi pod dowództwem kpt. Telesfora Piechockiego ps. „Gustaw”. Oficerem do zadań specjalnych Brygady był wówczas nadal Hubert Jura ps. „Tom”, który dołączył do jednostki wraz ze swoimi ewakuowanymi z Częstochowy ludźmi. Patrz: Organizacja Toma – pośredniczył on w rozmowach z niemieckimi dowódcami wojskowymi i RSHA, posiadając dobre kontakty z Gestapo – od 1943 był agentem radomskiego Gestapo. Do takich rozmów doszło 28 stycznia w Bobolicach lub Ząbkowicach Śląskich, podczas którego strona niemiecka nieustannie kontaktowała się telefonicznie z Berlinem. W rezultacie udzielono Brygadzie zezwolenia na: dalszy marsz bocznymi szosami z kierunkiem ogólnym na Pragę Czeską. Brygada ruszyła dalej przez Sudety na obszar Protektoratu Czech i Moraw, który osiągnęła 20 lutego, mijając takie miejscowości, jak Stary Lisieniec, Petersdorf, Chotevice. Tam 15 lutego napotkano kolumnę polskich jeńców z powstania warszawskiego, z której zbiegło do szeregów Brygady ok. 120 osób. Po ich przybyciu zorganizowany czwarty pułk – Poznański. Po drodze do Brygady dołączali też Polacy ewakuowani z obozów lub przebywający w Czechach na robotach przymusowych, przez co jej liczebność systematycznie wzrastała. Maszerowano w kierunku południowo-wschodnim, dochodząc w połowie marca do miasta Blansko. Tam – za pośrednictwem Huberta Jury – otrzymano od Niemców polecenie udania się do opuszczonej wsi Rozstani, leżącej na terenie poligonu wojskowego Wehrmachtu. Wokół stacjonowały silne jednostki niemieckie.
Marsz u boku Niemców nie odpowiadał wszystkim członkom Brygady. Na tym tle dochodziło w grupie do konfliktów. I tak 27 stycznia 1945 r. brygadowy sąd polowy skazał na karę śmierci trzech opornych żołnierzy.

## Pobyt na terenie Czech
W Rozstani oddziały Brygady przebywały do połowy kwietnia 1945. Był to okres trudny dla jej żołnierzy i dowództwa i żołnierzy, które zdecydowało się pójść wobec Niemców na daleko idące ustępstwa. Początkowo wysłano, za zgodą Niemców, kilka pieszych patroli do kraju w celu nawiązania kontaktu z Komendą Główną NSZ-ZJ.
Następnie została wyznaczona grupa ok. 70 ochotników podzielona na 8 grup, którzy – uzbrojeni przez Niemców, a także wyposażeni przez nich w pieniądze, dokumenty i radiostacje – mieli być przewiezieni samolotami niemieckimi nad terytorium Polski i zrzuceni celem dokonywania dywersji i działań wywiadowczych na tyłach Armii Czerwonej. 7 lutego w ośrodku RSHA (Głównego Urzędu Bezpieczeństwa Rzeszy) rozpoczęło się ich szkolenie, które ze strony NSZ-ZJ prowadził por. Stefan Celichowski ps. „Skalski” pod nadzorem Huberta Jury, czyli faktycznie Niemców, zaś ze strony niemieckiej oficerowie RSHA. Szkolono skoczków, dywersantów i radiotelegrafistów w dwóch ośrodkach RSHA. Pierwsze dwa kilkuosobowe patrole pod dowództwem por. Zygmunta Rafalskiego ps. „Sulimczyk” i Jana Ciesielskiego ps. „Rumba” zostały zrzucone 23 marca. Z kolei w II połowie marca zastępca dowódcy Brygady, mjr Władysław Marcinkowski ps. „Jaxa”, wziął udział w Pradze w zebraniu przedstawicieli ruchów faszystowskich i kolaboracyjnych z różnych państw, które miało doprowadzić do powstania wspólnego bloku antyradzieckiego pod patronatem Niemców. Jednakże mjr Władysław Marcinkowski odmówił przystąpienia do niego, zasłaniając się brakiem kompetencji. 15 kwietnia do kraju wysłano kolejny patrol spadochronowy w składzie: por. NN ps. „Gnat”, łączniczka Maria Kobierzycka ps. „Grażyna” i 5 szeregowych. Po wykonaniu zadania por. „Gnat” wraz z żołnierzami powrócił we wrześniu 1945 do Brygady, natomiast M. Kobierzycka została aresztowana przez funkcjonariuszy Ministerstwa Bezpieczeństwa Publicznego. Niedługo potem wysłano do Polski następny najliczniejszy patrol pieszy w sile 45 żołnierzy pod dowództwem kpt. T. Żółkiewskiego ps. „Most”. Jeszcze przed przekroczeniem granicy dowódca wraz z 30 żołnierzami zawrócił, zaś reszta podzieliła się na 2 grupy – pchor. Jana Dzielskiego ps. „Warecki” i Włodzimierza Kołaczkiewicza ps. „Zawisza”. Przeszli oni granicę w nocy z 28 na 29 kwietnia. Następnie pchor. J. Dzielski skierował się w rejon Nowego Targu, a W. Kołaczkiewicz w Kieleckie. Pierwszy oddział został ostatecznie rozbity przez UB w Sopotni Małej w powiecie żywieckim. Natomiast Włodzimierz Kołaczkiewicz oddalił się w czasie strzelaniny od swego oddziału i po nawiązaniu kontaktów z działaczami NSZ w Krakowie, został aresztowany 1 czerwca 1945 w Jędrzejowie. Czterech żołnierzy z jego patrolu powróciło do Brygady wraz z grupą por. „Gnata”.
W dniach 5–6 kwietnia w Monachium doszło do kolejnej konferencji niemiecko-polskiej, podczas której Brygadę reprezentowali na pewno jej dowódca, zastępca dowódcy i szef sztabu, a być może też 2 innych oficerów, a po stronie niemieckiej występował m.in. Hauptsturmführer SS Paul Fuchs. Z rozkazu wydanego następnego dnia przez płk. Antoniego Szackiego wynikało, że Brygada otrzymała propozycje walki na froncie przeciwko Armii Czerwonej, wysłania do kraju dalszych grup dywersyjno-wywiadowczych oraz nawiązania kontaktu z polskimi władzami emigracyjnymi celem skłonienia ich do wspólnej walki z Sowietami. Strona polska kategorycznie odmówiła wysłania Brygady na front ze względów politycznych, uzasadniając to oficjalnie niemieckiemu dowództwu niedostatecznym uzbrojeniem, słabym wyszkoleniem i charakterem oddziału jako jednostki partyzanckiej, a nie liniowej. W rozkazie dziennym nr 205 z 7 kwietnia dowódca brygady określił następujące priorytety działalności oddziału m.in.: 1. przeprowadzenie włączenia jak największej liczby Polaków, przebywających na terenach Rzeszy do szeregów Grupy dla celów walki z Rosją Sowiecką o wolność i niepodległość Polski. 2. podtrzymanie oporu NSZ-u na terenie Polski przeciw bolszewizmowi przez celowe wysyłanie przeszkolonych grup dowódczych i dywersyjnych. 3. nawiązanie kontaktów z polską emigracją na Zachodzie, a w pierwszym rzędzie z Wodzem Naczelnym gen. Andersem, celem podporządkowania się jego rozkazom, dotyczącym walki wszystkich Polskich Sił Zbrojnych z okupantem bolszewickim o prawdziwą wolność i niepodległość Polski.
Ustalono także, że w przypadku zbliżania się Armii Czerwonej, Brygada miała wycofywać się na Zachód wespół z wojskami niemieckimi. Były to warunki bardzo pomyślne. Natychmiast zostali wysłani do Włoch do 2 Korpusu Polskiego por. Przemysław Łebiński ps. „Szaława” i Richard V. Tullet ps. „Harry”, angielski oficer RAF, który trafił do Brygady razem z oddziałem Władysława Kołacińskiego ps. „Żbik”. W tym samym czasie do Londynu udał się rtm. Jerzy Dobrzański-Zaleski ps. „Zaremba”, który został przyjęty przez Naczelnego Wodza gen. Władysława Andersa.
Jednocześnie dowództwo Brygady nawiązało także kontakt z czeskim podziemiem, które przydzieliło Polakom oficera łącznikowego. Ustalono, że Brygada udzieli Czechom pomocy w planowanym powstaniu w Pilźnie, o którego terminie wybuchu dowództwo Brygady miało być poinformowane po osiągnięciu rejonu tego miasta. 12 kwietnia doszło do rozmów dowódcy Brygady płk. Antoniego Szackiego, szefa sztabu mjra Leonarda Zub-Zdanowicza i por. Jerzego Skąpskiego z delegacją niemiecką, której przewodniczył Hauptsturmführer Paul Fuchs z radomskiego Gestapo. Niemcy zaproponowali użycie poszczególnych oddziałów Brygady do walki partyzanckiej na tyłach Armii Czerwonej, na co stanowczo nie zgodziła się strona polska, żądając umożliwienia marszu w kierunku frontu anglo-amerykańskiego. Po długiej dyskusji Niemcy wyrazili zgodę na wyjście Brygady z Rozstani pod warunkiem, że ominie Pragę. Jednocześnie na dowód dobrej woli Niemcy w połowie kwietnia zwolnili z obozu koncentracyjnego w Neuengamme (KL) byłego komendanta Kwatery Głównej i szefa łączności KG NSZ-ZJ, mjra Stefana Kozłowskiego ps. „Aleksander” i żonę premiera Stanisława Mikołajczyka, którzy wkrótce przybyli do Brygady. Major Stefan Kozłowski po kilku dniach wyruszył z misją werbunkową do obozów jenieckiego w Murnau i koncentracyjnego w Dachau nawołując do tworzenia ochotniczych legionów antykomunistycznych; został jednak przyjęty bardzo chłodno i jego akcja skończyła się fiaskiem.

## Końcowy okres istnienia Brygady

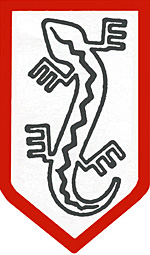
Symbol Związku Jaszczurczego na odznace i naszywce noszonej przez żołnierzy NSZ-ZJ oraz Brygady Świętokrzyskiej

Po rozmowach z Niemcami Brygada 13 kwietnia wyruszyła marszem ubezpieczonym w kierunku Pilzna. Jej liczebność wynosiła wówczas ok. 1250 ludzi. 18 kwietnia w pobliżu miejscowości Tabor otrzymano od Czechów informację o planowanym ataku niemieckim. Wobec tego trasa marszu Brygady została zmieniona. 21 kwietnia dotarła ona do miejscowości Věšín w pobliżu Pilzna, gdzie jej dowództwo dostało wiadomość, przekazaną przez czeskiego oficera łącznikowego, o odwołaniu powstania w mieście ze względu na wolniejsze niż przypuszczano posuwanie się Amerykanów. Wobec tego dowództwo Brygady postanowiło przejść w rejon Staňkov – Všekary i tam podjąć działania zbrojne przeciwko Niemcom na własną rękę.

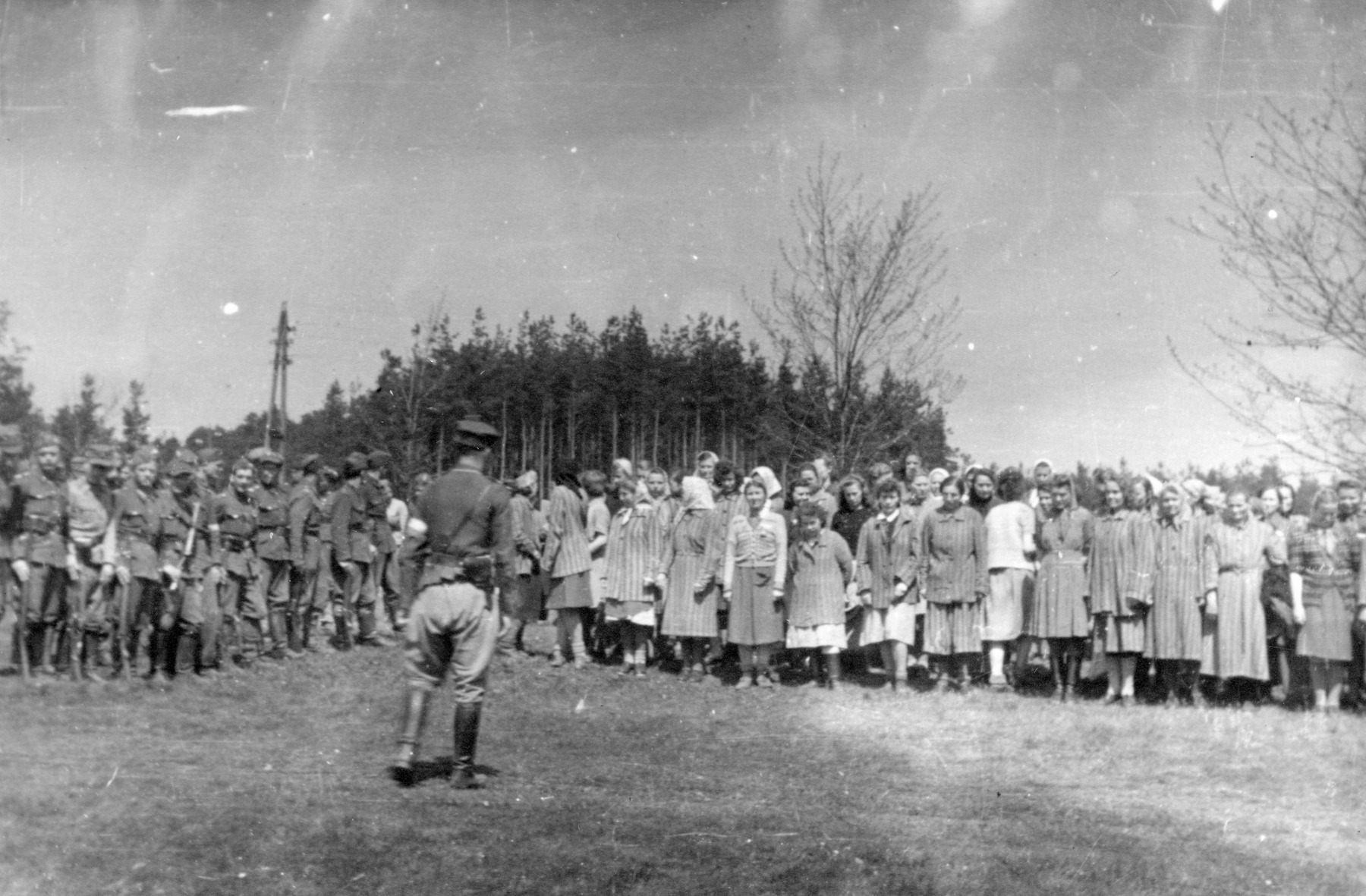
Żołnierze Brygady Świętokrzyskiej NSZ i grupa uwolnionych więźniarek z obozu w Holýšovie (niem. Holleischen)

30 kwietnia wysłano z Všekar 4-osobowy patrol pod dowództwem kpt. Stefana Skalskiego z zadaniem przedarcia się przez linię frontu i nawiązania kontaktu z wojskami amerykańskimi. W ciągu 2 dni patrol dotarł do dowództwa amerykańskiej 2. Dywizji Piechoty należącej do 3. Armii gen. George’a Pattona i Brygada nawiązała z nią łączność radiową. Następnie Brygada przystąpiła do akcji, obsadzając na odcinku Holýšov – Staňkov szosę prowadzącą do Pilzna. Dopiero 5 maja 1945 r. widząc na horyzoncie pojazdy pancerne 3 Armii gen. Pattona bojownicy Brygady Świetokrzyskiej wyruszyli do natarcia na niemiecki obóz koncentracyjny dla kobiet Holleischen (Aussenlager Holleischen) w Holiszowie. Jak podaje Zespół Historyczny czasopisma „Szaniec” w akcji na obóz w Holiszowie „głównym zadaniem Brygady było zapewnienie bezpiecznej kapitulacji Niemców”. Wynikało to z podporządkowania się Brygady Świętokrzyskiej NSZ-ZJ rozkazom wojskowym władz hitlerowskich reprezentowanych poprzez SS-Hauptsturmführera Paula Fuchsa.

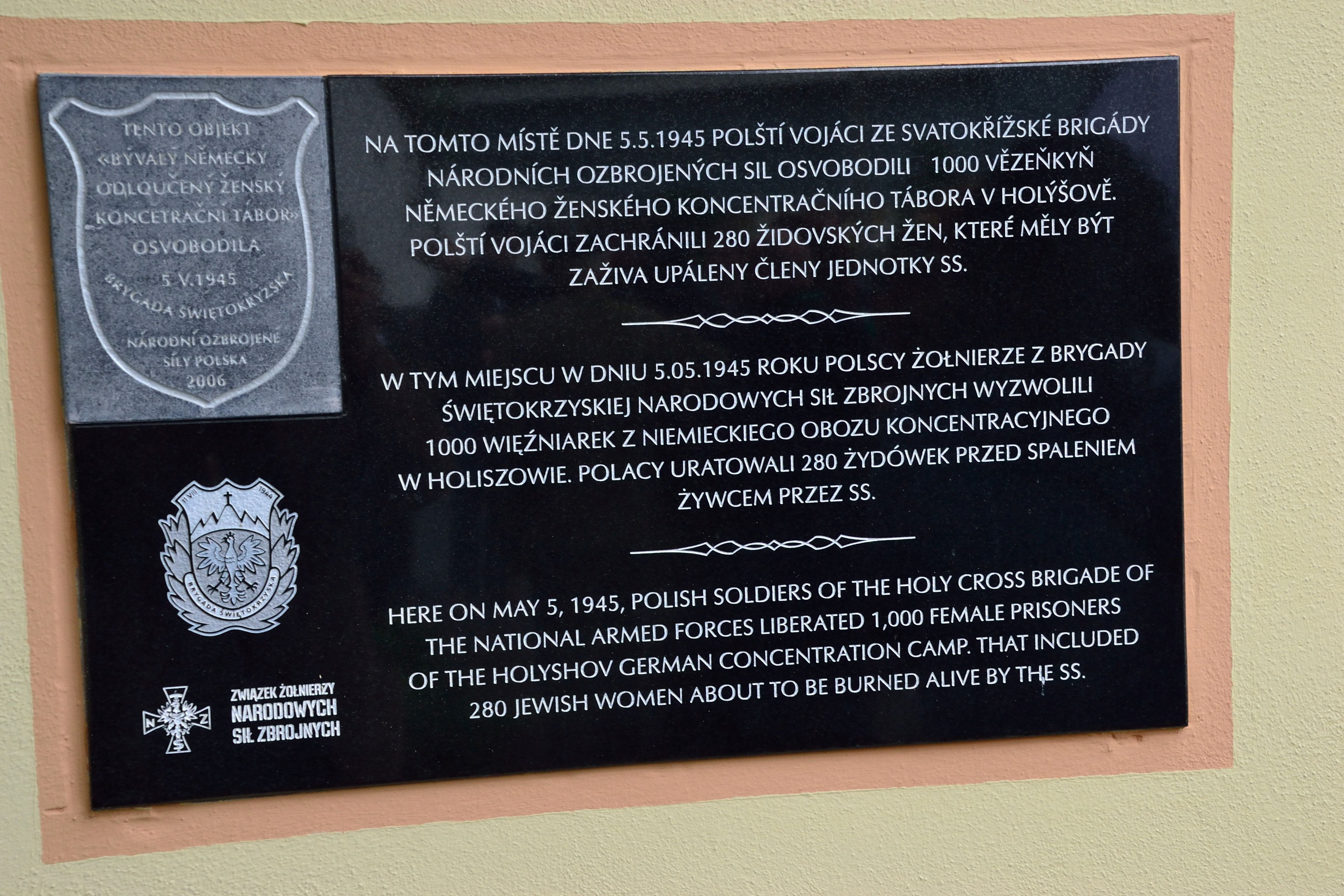
Holiszów, tablica pamięci wyzwolenia obozu

Po krótkiej walce niemiecka załoga skapitulowała. Uwolniono ok. 1000 więźniarek, w tym 167 Polek. Do niewoli wzięto ok. 200 SS-manów i 15 strażniczek za cenę jedynie 2 rannych. Następnego dnia nawiązano kontakt ze szpicą dywizji amerykańskiej i przeprowadzono wspólnie działania. 7 maja dowódca Brygady spotkał się z dowódcą amerykańskiej 2. DP w miejscowości Staňkov. Amerykanie, biorąc pod uwagę dostarczone informacje i walki Brygady przeciwko Niemcom, uznali ją za jednostkę aliancką i stanowisko to konsekwentnie podtrzymywali, pomimo licznych nacisków radzieckich. Brygada została podporządkowana 2. Dywizji Piechoty i przez pewien czas działała jako jej jednostka.
Po zakończeniu wojny Brygada stacjonowała w miejscowości Všekary. Był to okres, kiedy Brygada cieszyła się jeszcze dobrą opinią wśród aliantów i polskich władz wojskowych. Zresztą dowództwo Brygady kłamliwie przedstawiało ją jako jednostkę tej części NSZ, która scaliła się z Armią Krajową. Meldunki wysyłane do Londynu były zawsze zaopatrzone nagłówkiem: „Armia Krajowa, Grupa Operacyjna Zachód Narodowych Sił Zbrojnych”. W tym czasie powiększał się stale jej stan liczebny, gdyż dołączali do niej Polacy zwolnieni z obozów niemieckich, m.in. Mieczysław Dukalski ps. „Zapora”, były dowódca Batalionu Osłony Kwatery Głównej NSZ-ZJ, który objął funkcję szefa wywiadu. W rezultacie w każdym batalionie sformowano nowe czwarte kompanie. W Brygadzie znajdowali się członkowie Grupy „Szańca”: Władysław Marcinkowski ps. „Jaxa”, Jerzy Iłłakowicz ps. „Zawisza” i Otmar Wawrzkowicz ps. „Oleś”, „Kaczkowski”. Brygada była odwiedzana przez przedstawicieli misji wojskowych i cywilnych z różnych państw, chcący podziękować za uwolnienie swoich rodaczek z obozu w Holiszowie. Zjawił się również wysoki oficer wywiadu brytyjskiego, który chciał się zorientować w sytuacji Brygady. 14 maja przybył ppłk dypl. Alojzy Mazurkiewicz, polski oficer łącznikowy przy amerykańskiej 3 Armii, na cześć którego przeprowadzono uroczystą defiladę. Zabrał on ze sobą żonę premiera Stanisława Mikołajczyka, a także przekazano mu raport płk. Antoniego Szackiego skierowany do Naczelnego Wodza, w którym dowódca Brygady domagał się przyłączenia swojej jednostki do Polskich Sił Zbrojnych. Było to spowodowane głównie obawą przed wydaniem Brygady w ręce sowieckie. Ponadto do dowództwa wojsk alianckich we Frankfurcie został wysłany Władysław Marcinkowski ps. „Jaxa” i Jerzy Iłłakowicz ps. „Zawisza”. W wyniku ich misji przysłany został do Brygady ppłk Henryk Szymański, główny amerykański oficer łącznikowy przydzielony do armii polskiej, którego zadaniem było opracowanie, wraz z dowództwem Brygady, planu przerzucenia jej przez Bawarię do 2 Korpusu Polskiego we Włoszech. Jednakże wskutek sprzeciwu Anglików plan ten nie został zrealizowany.
Tymczasem coraz bardziej narastało zagrożenie ze strony NKWD i komunizujących władz czeskich. Czesi chcieli jak najszybszego usunięcia Brygady ze swojego terytorium i dlatego nieustannie informowali aliantów o różnych zadrażnieniach i incydentach z polskimi żołnierzami. Do najpoważniejszego wypadku doszło 6 czerwca, kiedy patrol Brygady prawdopodobnie szukający pozostawionych przez Niemców pojazdów mechanicznych zabił czeskiego oficera i 2 żołnierzy, który próbowali aresztować NSZ-owców. Z kolei 26 maja Sowieci ujęli 2 żołnierzy Brygady, próbowali także aresztować osoby cywilne. Z tego powodu Amerykanie postanowili przesunąć Brygadę w rejon Szumawy (ok. 60 km od Pilzna), gdzie pod koniec czerwca rozlokowano ją w 5 wsiach zamieszkanych głównie przez Niemców sudeckich. Dowództwo Brygady kwaterowało we wsi Bernatice. Niezależnie od stanowiska czeskich komunistów, brytyjski konsul w Pilźnie donosił, że rzeczywiście żołnierze NSZ mogli dopuścić się przestępstw na terenie Czechosłowacji, w tym grabieży i napadów z użyciem broni.
Sam „Bohun” także potwierdził, że członkowie NSZ dopuszczali się antyczeskich prowokacji. Pisał: „Doszło do mojej wiadomości, że mimo mego zakazu niektóre pododdziały wysyłają na własną rękę patrole celem zdobycia pojazdów mechanicznych, broni i amunicji. Przy tej okazji każdy patrol przynosi produkty żywnościowe i przedmioty niewojskowe. Fakty te dochodzą do wiadomości władz amerykańskich różną drogą, powodują z ich strony interwencje, które mogą spowodować żądanie oddania naszej broni. Uprzedzam, że tego rodzaju wykroczenia będę traktował jako przestępstwo przeciwko istnieniu naszej Grupy. Za wysłanie patrolu bez mojej wiedzy będę karał jak najsurowiej, przede wszystkim dowódców”.
W tym czasie zdecydowanie zaczęła zmieniać się atmosfera wokół Brygady. Wysłannicy Polskich Sił Zbrojnych na Zachodzie szybko zorientowali się, że jednostka podszywa się pod oddział NSZ-AK, a na jej dowódcach ciążą poważne zarzuty kolaboracji z niemieckim okupantem wysuwane przez Komendanta Głównego AK i przywódców Polskiego Państwa Podziemnego. Istnieją przesłanki do stwierdzenia, że być może zaplecze polityczne NSZ-ZJ postanowiło wykorzystać Brygadę do własnych, niezbyt sprecyzowanych celów i jednocześnie starało się czerpać korzyści ze swojej niezależności, lawirując pomiędzy Amerykanami, 2 Korpusem Polskim i innymi czynnikami. Z drugiej strony pogorszyły się stosunki dowództwa Brygady z aliantami. W dużym stopniu było to wynikiem bardzo krytycznego artykułu pt. „Polscy faszyści rządzą pięcioma czeskimi wsiami”, autorstwa dziennikarza i równocześnie agenta radzieckiego Stefana Litauera, który ukazał się 30 lipca 1945 r. w organie prasowym brytyjskiej Partii Pracy „News Chronicle” nr 30/950, po jego odwiedzinach poprzedniego dnia wśród żołnierzy Brygady. Przedstawił się on w jej dowództwie pod fałszywym nazwiskiem jako Stefan Lityński, polski korespondent z Londynu. Nie został rozpoznany jako agent i przyjęto go serdecznie. Artykuł spowodował reakcję rządu ZSRR, który zażądał od Amerykanów wydania Brygady.

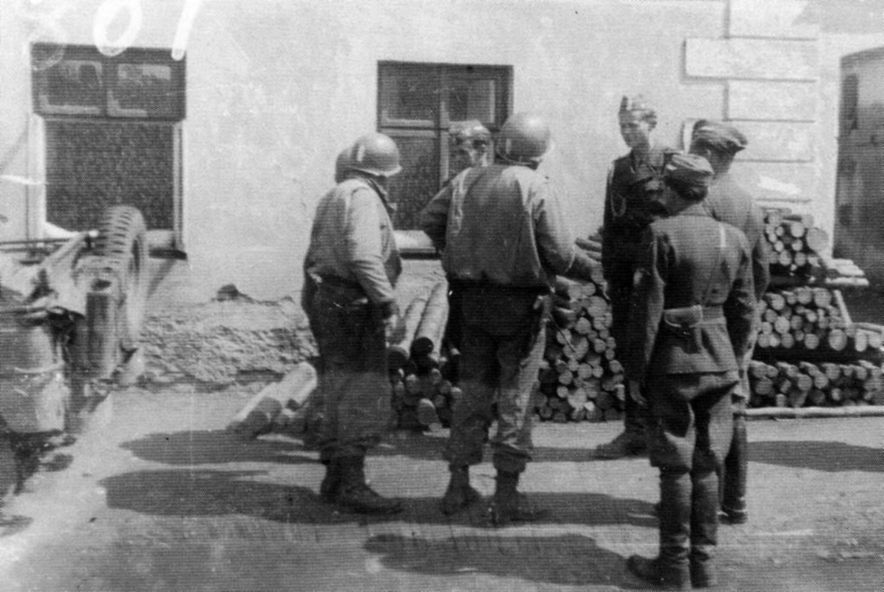
Spotkanie oficerów 3 Armii z oficerami Brygady Świętokrzyskiej, Czechy 1945 r.

Wobec sprzeciwu rządu RP na uchodźstwie i brytyjskiego Ministerstwa Wojny, Brygada Świętokrzyska nie została włączona do PSZ na Zachodzie. W rezultacie w pierwszych dniach sierpnia do Brygady przybył szef sztabu amerykańskiego II Korpusu, który przywiózł rozkaz naczelnego dowództwa wojsk alianckich, nakazujący zdanie przez nią broni i jej przewiezienie do koszar poniemieckich w Coburgu. Tam 6 sierpnia nastąpiło rozbrojenie. Żołnierzom Brygady, którzy otrzymali status „displaced persons” (uchodźców cywilnych), zaproponowano podjęcie pracy w różnych ośrodkach przemysłowych w Niemczech. Jednocześnie dowództwo, chcąc zachować jej całość, poszukiwało pracy dla poszczególnych kompanii. Dwie z nich pracowały przy rozładunku węgla w Fürth pod Norymbergą. Broniewski odbył w sierpniu tajne spotkanie z hiszpańskim dyktatorem gen. Francisco Franco, który zaproponował przerzut członków Brygady do Maroka, gdzie przypuszczalnie mieli zasilić szeregi Hiszpańskiej Legii Cudzoziemskiej. Ostatecznie 15 sierpnia 1945, po porozumieniu z dowódcą amerykańskiej 3 Armii gen. George’em Pattonem, Brygada została przetransportowana do Karlsfeld. Wówczas pojawił się pomysł wykorzystania jej do formowania kompanii wartowniczych. Z memoriałem w tej sprawie udali się do sztabu 3 Armii płk Antoni Szacki, płk Stanisław Żochowski, były szef sztabu Komendy Głównej NSZ-ZJ, pełniący wtedy funkcję oficera łącznikowego 2 Korpusu Polskiego z Brygadą i Jerzy Iłłakowicz. Amerykanie zgodzili się na sformowanie kompanii wartowniczych na bazie Brygady. Wkrótce wydany został rozkaz w tej sprawie. W ten sposób zakończyła się historia Brygady Świętokrzyskiej NSZ-ZJ.

## Współpraca z Niemcami

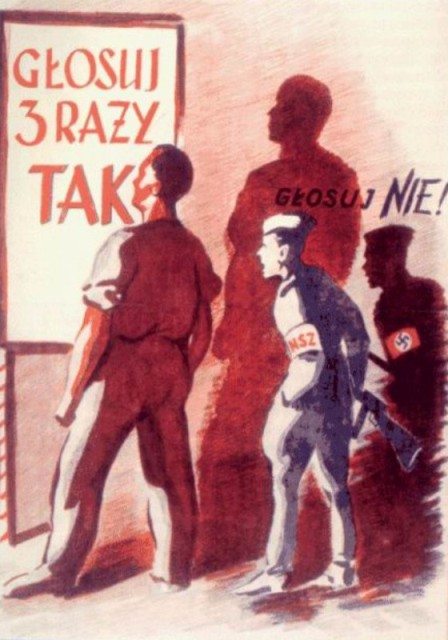
Komunistyczny plakat propagandowy z okresu referendum ludowego z 1946 r. przedstawiający żołnierza Narodowych Sił Zbrojnych, jako kolaboranta nazistowskiego, namawiającego do głosowania na NIE w referendum. Casus Brygady Świętokrzyskiej został wykorzystany przez komunistyczną propagandę PRL do rozciągania win jednego oddziału na całe NSZ i powojenne podziemie niepodległościowe

Brygada Świętokrzyska unikała walk z Niemcami (choć incydentalnie do nich dochodziło) i koncentrowała się na „oczyszczaniu terenów polskich z czerwonego bandytyzmu” – czyli komunistów. Należy jednak zwrócić uwagę, że z punktu widzenia tej formacji sympatie prokomunistyczne żywili przedstawiciele wszystkich polskich nurtów politycznych sytuujących się na lewo od tzw. Grupy „Szańca”, czyli przedwojennego ONR: socjaliści, ludowcy, chadecy, a nawet endecy. Epitet „komunista” w środowiskach narodowo-radykalnych spełniał podobną rolę jak „faszysta” u komunistów: obejmował wszelkich przeciwników politycznych, bez względu na ich poglądy i działania. Ich likwidacja miała na celu przejęcie przez wywodzące się z ONR polityczne zaplecze Brygady pełni władzy w Polsce w drodze zamachu stanu i wprowadzenie w niej faszystowskiej dyktatury.
W Brygadzie Świętokrzyskiej istotną rolę odgrywał członek jej sztabu – oficer do zadań specjalnych kpt. Hubert Jura ps. „Tom”, będący jednocześnie szefem egzekutywy wydziału II, od 1943 pozostający w stałym kontakcie z SS-Hauptsturmführerem Paulem Fuchsem, szefem komórki radomskiego Gestapo odpowiedzialnej za zwalczanie polskiego podziemia w dystrykcie radomskim. Za kolaborację z okupantem niemieckim, wydawanie mu lub likwidowanie samemu prawdziwych i wyimaginowanych komunistów oraz ukrywających się Żydów został skazany przez sąd przy Komendzie Głównej NSZ na karę śmierci, której udało mu się uniknąć. Kiedy w NSZ nastąpił rozłam i zaczynała się tworzyć Brygada Świętokrzyska, nawiązał z nią kontakt, a ta, mimo wiedzy na jego temat, przyjęła go w swoje szeregi.
Jednym z najbardziej niejasnych wydarzeń jest sprawa 11 radzieckich jeńców z grupy desantowej „Szturm” (która rozrosła się z czasem do kilkudziesięcioosobowej grupy), podlegającym organom bezpieczeństwa państwowego ZSRR i składającej się z agentów NKWD i NKGB, ujętych po potyczce Brygady Świętokrzyskiej i AL pod Rząbcem – według historyków okresu PRL, pięciu oficerów radzieckich rzekomo przekazano do Gestapo za pośrednictwem Huberta Jury, a pozostałych jeńców radzieckich i 4 z AL miano rozstrzelać. Część członków AL zwolniono, a kilkunastu z nich wstąpiło do Brygady Świętokrzyskiej. Według wersji Brygady, wśród jeńców radzieckich doszło po pojmaniu do buntu, w czasie jego tłumienia zginęło 3 żołnierzy Brygady, 3 zostało ciężko rannych a 67 partyzantów radzieckich zostało zabitych. Według AL w potyczce pod Rząbcem zginęło 16 członków AL, a 32 pozostałych i 73 partyzantów radzieckich dostało się w ręce Brygady.
Wiktor Marczyński, jeden z bliskich współpracowników Huberta Jury, członek oddziału NSZ „Sosna” zwanego również NSZ „Las” (którym do czasu akcji scaleniowej NSZ z AK dowodził Jura), a następnie członek Żandarmerii NSZ-ZJ w Tomaszowie Mazowieckim podczas składania zeznań na Gestapo oficjalnie wyraził wolę współpracy tego środowiska z Niemcami przeciwko wspólnym wrogom – komunistom i obozowi londyńskiemu: Jako nacjonaliści polscy chętnie chcemy współdziałać z Niemcami, gdyż wiemy, że musimy wspólnie z nimi walczyć z komunizmem. Chcieliśmy mieć w Polsce rząd narodowy, wolny od Żydów. Gdybyśmy otrzymali taki rząd zaraz po zakończeniu kampanii wrześniowej, możliwe, byłoby dobre współdziałanie z Niemcami. Teraz jednak nam, nacjonalistom, jest bardzo trudno propagować takie współdziałanie, ponieważ nie ma dziś prawie żadnej rodziny polskiej z której jedna lub więcej osób nie byłoby uwięzionej lub rozstrzelanej przez Niemców. Musimy przeto nasze współdziałanie z Niemcami prowadzić bardzo ostrożnie aby przeciwnikom w postaci komunistów oraz ZWZ, który przecież współpracuje z Anglią, a tym samym także z Rosją, nie dać możliwości wykorzystania tego przeciwko nam w ich propagandzie
Niemcy jesienią 1944 i zimą 1945 tolerowali działania Brygady, a do sporadycznych starć dochodziło głównie w tym pułku, w którym „Tom” był nieobecny. „Tom” jesienią 1944 rezydował w Częstochowie w przydzielonej przez Gestapo wywiadowi NSZ-ZJ willi przy ul. Jasnogórskiej 25, gdzie m.in. wraz z Otmarem Wawrzkowiczem przeprowadzał egzekucje na komunistach z AL i PPR oraz przeciwnikach Brygady Świętokrzyskiej z organizacji niekomunistycznych (zarówno lewicowych, takich jak PAL i OW PPS-AK, jak i prawicowych, np. NOW-AK, NSZ-AK oraz BCh); często jednak odwiedzał Brygadę. W zachowanych dokumentach RSHA-Sicherheitspolizei znajdujących się w RFN obaj figurują jako agenci radomskiego Gestapo. We wspomnianej willi „Tom” i jego podwładni zamordowali m.in. szefa Wydziału I Organizacyjnego Komendy Głównej NSZ-AK por. Władysława Pacholczyka, który kilka miesięcy wcześniej otrzymał rozkaz wykonania na nim wyroku śmierci za kolaborację z okupantem niemieckim, kpt. Stanisława Żaka – szefa wywiadu okręgu częstochowskiego NSZ-AK oraz mjr. Wiktora Gostomskiego – szefa Wydziału II Wywiadowczego Komendy Głównej NSZ-ZJ, który sprzeciwiał się współpracy z Niemcami. Nie cofali się zatem nawet przed likwidacją „niepokornych” we własnych szeregach. Obsesja zdrady i tropienie „komunistycznej piątej kolumny” doprowadziły w końcu do tego, że nawet sam komendant główny NSZ-ZJ płk Stanisław Nakoniecznikoff-Klukowski, który po upadku powstania warszawskiego zdecydował się podporządkować NSZ-ZJ Armii Krajowej, został oskarżony przez Brygadę Świętokrzyską o sprzyjanie „komunistom” i zamordowany.
Od grudnia 1944 do 5 maja 1945 Brygada całkowicie zawiesiła starcia z Niemcami. Niewątpliwie Brygada podczas jej marszu na Zachód, kiedy zawiesiła działania przeciwko wojskom niemieckim, była wspomagana przez Niemców dostawami żywności, umundurowania i wyposażenia wojskowego, a później także uzbrojenia. Do jej sztabu zostało dołączonych kilku podoficerów niemieckich oraz 2 oficerów SS, w tym Hauptsturmführer Paul Fuchs z Gestapo, którzy koordynowali sprawy jej aprowizacji, wyposażenia i kontaktów z Niemcami, natomiast teoretycznie nie mieli prawa wtrącać się w jej sprawy wewnętrzne. Niemcy zapewniali też kilka razy zakwaterowanie żołnierzom Brygady. Wreszcie udokumentowane są przypadki odsyłania chorych lub rannych żołnierzy Brygady do niemieckich szpitali. Podczas przechodzenia przez poszczególne niemieckie odcinki obrony dowództwo Brygady każdorazowo zawierało porozumienia z lokalnymi dowódcami, czasami za cenę różnych ustępstw. W przypadku przekroczenia mostu na Odrze było to jego wspólne obsadzenie na krótki czas. Jest kwestią dyskusyjną, czy dowództwu Brygady faktycznie udawało się za każdym razem przekonywać Niemców do swojego stanowiska (niejasne jest, co w takim razie robił w Brygadzie oficer łącznikowy Gestapo Paul Fuchs), czy być może istniała jedna ogólna umowa umożliwiająca Brygadzie posuwanie się wspólnie z oddziałami niemieckimi na Zachód. Osobami odpowiedzialnymi za porozumienie z Niemcami byli: płk Antoni Szacki „Bohun” – dowódca Brygady, mjr Władysław Jaxa-Marcinkowski – zastępca dowódcy Brygady, Jerzy Iłłakowicz ps. „Zawisza” – oddelegowany do Brygady członek kierownictwa ONR ABC i Otmar Wawrzkowicz ps. „Oleś” – szef wywiadu KG NSZ-ONR/ZJ.
Na początku lutego 1945 r. w czasie przemarszu w pobliżu Wałbrzycha płk „Bohun” i mjr „Jaxa” wytypowali ośmiu członków Brygady, w tym dwie kobiety do przerzutu za linię frontu. Na dowódcę tej grupy wyznaczono por. „Bolesława”. 13 lutego grupa ta bez jakiegokolwiek przeszkolenia została przerzucona niemieckim samolotem wojskowym w Kieleckie. Przed przerzuceniem członkowie tej grupy otrzymali od Niemców pistolety maszynowe, broń krótką, mapy i żywność. Z powodu niedokładności nawigatora i ostrzału samolotu podczas przelotu nad linią frontu, lądowanie na spadochronach nastąpiło w nocy z 13 na 14 lutego nie pod Kielcami, ale w rejonie Dwikóz, koło Sandomierza, wprost na pole minowe. Na terenie Czechosłowacji mjr „Jaxa” przeprowadził następny nabór na kurs dywersyjny – tym razem ochotników – do przerzutu na zaplecze frontu w Polsce. 14 ochotników przewieziono 8 marca 1945 r. pociągiem do Lubitz koło Gross-Vosek do koszar szkoły dywersyjnej niemieckiego wywiadu. Program tego skróconego kursu obejmował minerstwo i dywersję tj. zrywanie mostów, torów kolejowych, ścinanie słupów telegraficznych i przerywanie łączności telefonicznej oraz spadochroniarstwo, a także lokalizację i ubezpieczanie zrzutowisk sygnalizacje i odbiór zrzutów. Aż do zakończenia wojny w Brygadzie Świętokrzyskiej pod kierunkiem oficerów niemieckich szkolono systematycznie kilkudziesięcioosobowe grupy dywersyjne, sabotażowe i wywiadowcze. Istnieją jednak przekazy, z których wynika, że skoczkowie do kraju dostali od dowództwa Brygady rozkaz nierealizowania po wylądowaniu działań na rzecz Niemców, a nawiązanie kontaktu ze strukturami NSZ-ZJ i wykonywanie ich poleceń. W końcowym okresie wojny przedstawiciele Brygady uczestniczyli w kilku konferencjach z Niemcami, w tym w Pradze z udziałem różnych partii, środowisk faszystowskich i kolaboracyjnych z innych krajów europejskich. Szef sztabu brygady Władysław Marcinkowski pseudonim Jaxa wziął udział w konferencji środkowo- i wschodnioeuropejskich grup faszystowskich z udziałem m.in. własowcow, łotewskiej i estońskiej Waffen-SS, Ukraińskiej Powstańczej Armii, Żelaznej Gwardii (rumuńscy faszyści) i Strzałokrzyżowców (węgierscy faszyści), która miała doprowadzić do powstania antykomunistycznej międzynarodówki dywersyjno-wywiadowczej pod przywództwem niemieckich nazistów.
W ostatnich dniach wojny Brygada otwarcie wystąpiła zbrojnie przeciwko Niemcom, przez co zapewniła sobie u Amerykanów status siły alianckiej. Wyzwolenie obozu koncentracyjnego dla kobiet w Holiszowie pozwoliło jej przedstawiać się jako formacja walcząca przeciwko Niemcom, a fakt, że w obozie była więziona grupa Żydówek, którym żołnierze Brygady nie zrobili krzywdy – dowodzić o braku uprzedzeń antysemickich. Według raportu Office of Strategic Services taktyka ujawniania przed Niemcami faszystowskich i antykomunistycznych tendencji uratowała Brygadę od rozbrojenia lub wysłania przez Niemców na front wschodni przeciw Armii Czerwonej.
W amerykańskich raportach pojawiały się rozbieżne informacje na temat postawy Brygady wobec Niemców. W niektórych raportach pojawiała się całkowicie fałszywa opinia o rzekomym udziale żołnierzy Brygady w powstaniu warszawskim oraz informacje o walce żołnierzy Brygady z Niemcami. Inne raporty informowały o popełnianych przez żołnierzy Brygady mordach i rabunkach. Pojawiały się zarzuty o współpracy „Toma” z hitlerowcami, informacje o ukrywaniu się pośród żołnierzy Brygady oficerów niemieckich służb SD i SS i zrzutach żołnierzy Brygady przez Luftwaffe na linii frontu wschodniego. Informacje o zrzutach pojawiły się po aresztowaniu przez Amerykanów Austriaka mającego pełnić funkcję radiooperatora w takim oddziale.
Przemarsz Brygady Świętokrzyskiej na Zachód w porozumieniu z wycofującymi się wojskami niemieckimi można było usprawiedliwiać niebezpieczeństwem aresztowania jej żołnierzy przez NKWD, czy też dyrektywą Naczelnego Wodza gen. Kazimierza Sosnkowskiego L. Dz. 6030/44 z dnia 25 lipca 1944 r. o konieczności ewakuacji „zagrożonego elementu” na Zachód w celu „zaoszczędzenia substancji biologicznej Narodu”. Niemniej jednak tego typu ewakuacja mogła dokonać się w zupełnie inny sposób niż uczyniła to Brygada Świętokrzyska: pojedynczo lub w małych grupach. Przemarsz dużego zwartego oddziału liczącego 1200 żołnierzy musiał zakończyć się jakąś formą kolaboracji z Niemcami. Epizod ten, jak również mordy bratobójcze dokonywane przez Brygadę Świętokrzyską we współpracy z częstochowskim Gestapo na konkurentach z polskiego podziemia ze wszystkich opcji politycznych od socjalistów po narodowców (łącznie z wymordowaniem tej części NSZ-ONR/ZJ, która sprzeciwiała się sojuszowi z Niemcami) sprawiły, że na londyńskiej emigracji niepodległościowej środowisko NSZ-ONR/ZJ było konsekwentnie bojkotowane, a w kraju wykorzystała to propaganda komunistyczna, która zarzucała nie tylko NSZ-ONR/ZJ, ale całemu NSZ faszyzm, antysemityzm, kolaborację z Niemcami i bratobójcze zbrodnie.
Kpt. Józef Wyrwa ps. „Stary”, dowódca jednego z oddziałów NSZ na Kielecczyźnie, w swoich wspomnieniach wydanych po II wojnie światowej we frankistowskiej Hiszpanii tak ocenił skutki działalności Brygady Świętokrzyskiej: 
„Moralnym inspiratorem Brygady Świętokrzyskiej był – moim zdaniem – [Hubert Jura] »Tom« (…). »Tom« służył Niemcom. Swój oddział stracił w Rudzisku. Tym bardziej przeto był zainteresowany utworzeniem większej jednostki »bojowej« (…). Niemcy nie ukrywali tego, że brygada jest na ich usługach, przeciwnie, rozgłaszali to i starali się wykazać, jakie korzyści można osiągnąć, współpracując z nimi. Brygada maszerowała w dzień przez miejscowości, w których byli Niemcy. Tylko ludzie, którzy mieli ścisły kontakt z Niemcami, mogli sobie na to pozwolić. Według tego, co mówiła miejscowa ludność, Niemcy nie tylko nie atakowali brygady, ale przyglądali się spokojnie jej przemarszowi (…). Brygada wycofała się z Polski razem z Niemcami, to znaczy pod ich opieką. Dowódcy brygady oświadczyli, że ich głównym celem jest walka z Rosją, z wrogiem niebezpieczniejszym od Niemców, jednakże postępowanie brygady nie było zgodne z tym twierdzeniem. Brygada nie walczyła z bolszewikami, ale z Polakami, którzy nie podzielali jej poglądów. Gdy Armia Czerwona zbliżała się, brygada zamiast potwierdzić czynem głoszone idee, ratowała się ucieczką przy pomocy Niemców (…). Rzeczywista działalność brygady w Polsce nie jest na emigracji znana. Dla odparcia zarzutów publikowanych czasem w prasie dowódcy brygady posługują się wygodnymi argumentami, które również w innych okolicznościach na emigracji służą często za obronę: »To wszystko są komunistyczne kłamstwa«. W tym wypadku niestety nie kłamstwa (…). Brygada nie ma właściwie prawa podszywać się pod nazwę NSZ. Dokonała rozłamu w dobrze zorganizowanych Narodowych Siłach Zbrojnych, rozbiła ich solidarność, osłabiając w ten sposób jednolity front walki. Nie podporządkowała się naczelnemu dowództwu AK, wybrała natomiast współpracę z Niemcami. Brygada dała komunistom niebezpieczną broń do ręki. Posiadając niezbite dowody współpracy brygady z Niemcami, nietrudno przyszło komunistom obarczać odpowiedzialnością całe NSZ, a nawet AK. Mało Polaków, szczególnie tu, na emigracji, orientuje się, że istniały dwa odłamy NSZ. Rzeczywiste Narodowe Siły Zbrojne, które zachowując orientację polityczną, podporządkowały się jednolitemu dowództwu Armii Krajowej, oraz odłam wywodzący się z ONR (Obóz Narodowo-Radykalny), który działał samowolnie, współpracując z Niemcami na szkodę Polski. Z winy brygady zginęło w więzieniu wielu wartościowych ludzi. Każdy członek NSZ był traktowany przez UB jak kolaborant niemiecki. Szkody wyrządzone Polsce przez brygadę są wielkie”.
Pomimo iż działalność „pewnych kół byłego ONR i podległego ich wpływom skrajnego odłamu tzw. Narodowych Sił Zbrojnych” została oficjalnie potępiona przez rząd RP na uchodźstwie i władze Polskiego Państwa Podziemnego, a przeciwko kontrolowanemu przez narodowych radykałów odłamowi NSZ na łamach swojej prasy występowały wszystkie stronnictwa polityczne Polski Podziemnej: od PPS-WRN po Stronnictwo Narodowe, już po 1989 r. i transformacji ustrojowej w Polsce pojawiło się wiele prób gloryfikacji Brygady Świętokrzyskiej przez środowiska prawicowe i nacjonalistyczne, a po objęciu władzy przez Zjednoczoną Prawicę w 2015 r. nawet przez organy i instytucje państwowe. Związani z tym apologetycznym wobec Brygady Świętokrzyskiej nurtem badacze i publicyści kreślą jednoznacznie pozytywną wizję losów kontrowersyjnej jednostki, a wysuwane wobec niej zarzuty – w świetle źródeł niemieckich z drugiej połowy 1944 r. nie jawiące się jako zupełnie bezpodstawne – bagatelizują bądź sprowadzają do miana komunistycznej propagandy. Tożsamość lub nawet samo istnienie Huberta Jury „Toma” są dla nich wątpliwe, a celem porozumienia Brygady Świętokrzyskiej z Niemcami zakładającego przedostanie się do Europy Zachodniej wcale nie była wspólna walka, lecz ratowanie się przed nadchodzącymi ze Wschodu bolszewikami. Zdaniem Sebastiana Bojemskiego w relacjach z Niemcami nie można mówić o kolaboracji, a o „grze operacyjnej”. Analogicznego zdania jest Radosław Grodzki, który stwierdza, że: „Nie istnieją (…) żadne dowody potwierdzające zarzuty o kolaboracji (…) Brygady Świętokrzyskiej z Niemcami”. Podobnie kolaboracji zaprzecza stanowisko ROPWiM sygnowane przez jej sekretarza, historyka, dra hab. Andrzeja Krzysztofa Kunerta. Stanowisko to podtrzymał historyk, szef Urzędu do spraw Kombatantów i Osób Represjonowanych, Jan Józef Kasprzyk, mówiąc: „Brygada Świętokrzyska nigdy nie kolaborowała z Niemcami. Powielanie takiej tezy to powielanie czarnej legendy Brygady Świętokrzyskiej, która została stworzona w okresie zniewolenia komunistycznego”. Z kolei potomkowie oficerów Armii Krajowej ze Zgrupowań Świętokrzyskich AK w specjalnym liście skierowanym do prezydenta Andrzeja Dudy, protestującym przeciwko objęciu przez niego narodowym patronatem uroczystości z okazji 75. rocznicy utworzenia Brygady, określili ją jako „kolaborancką formację zbrojną”.
Prawicowy historyk i politolog Adam Wielomski opisał Brygadę Świętokrzyską jako kolaboracyjną, a wręcz „polskojęzyczną”: Mam problem z zaliczeniem Brygady do wojsk polskich. Jednostka ta powstała w wyniku odmowy wykonania rozkazu o scaleniu Narodowych Sił Zbrojnych z AK (przełom 1943/1944 r.) przez część NSZ. Była to część zdominowana przez przedwojennych ONR-owców, którzy prowadzili działania polityczne poza rządem londyńskim (...). Mówiąc wprost, część NSZ odmawiająca scalenia z AK stała się bojówką partyjną, działającą obok Państwa Polskiego, tworzącą struktury paralelne do legalnych władz i ich wojsk. W sumie grupa ta, z perspektywy prawnej, znalazła się w podobnej sytuacji co komuniści polscy z ZSRR, mający własne rząd, armię i prowadzący oddzielną politykę zagraniczną, z tą różnicą, że komuniści ukonstytuowali swój rząd (PKWN), zostali uznani przez Londyn za partnera do rozmów (Tymczasowy Rząd Jedności Narodowej), a następnie Wielka Trójka uznała ich za ośrodek legalny i państwowotwórczy. Po stronie rządu londyńskiego była racja moralna, po stronie PKWN radzieckie czołgi, po stronie NSZ potencjalnie stanąć mogły tylko Niemcy (...). Brygada Świętokrzyska była jedyną polskojęzyczną jednostką wojskową w czasie II Wojny Światowej, która zanotowała powszechnie znany i potwierdzony fakt czynnej kolaboracji z III Rzeszą, choćby przez moment. Owszem, niektórym oddziałom AK na Wileńszczyźnie zdarzało się brać od Niemców broń, aby móc walczyć z partyzantką radziecką, ale nigdy przedtem i potem mówiący po polsku i odziany w polski mundur żołnierz nie szedł obok hitlerowskich żołnierzy, mijał ich posterunki i nie był przez nich ostrzeliwany. Nie ma wątpliwości, że Niemcom nie chodziło o ratunek tych żołnierzy, lecz o propagandowe wykorzystanie akcesu Polaków do walki z Rosjanami po stronie III Rzeszy. Brygada Świętokrzyska, w oczach niemieckich propagandystów, miała stanowić Ersatz brakującego polskiego Waffen SS.
Grzegorz Motyka podał, że współpraca Brygady z Niemcami była na rękę Sowietom. Napisał: Polityka AK, a potem WiN, mimo różnych błędów i niekonsekwencji, była w ówczesnej sytuacji zdecydowanie bardziej racjonalna niż ta, którą prowadziły NSZ. Marsz Brygady Świętokrzyskiej NSZ na Zachód był w rzeczywistości operacją, jakiej Stalin oczekiwał od polskiego podziemia. Pójście AK drogą NSZ oznaczałoby całkowitą kompromitację polskiego ruchu oporu i wepchnięcie go w szeregi pronazistowskiej koalicji, a to tylko ułatwiłoby sowieckiemu dyktatorowi realizację jego planów.

## Mordy na Żydach
W Brygadzie Świętokrzyskiej – jak podaje Grzegorz Motyka – „za sprzyjających komunistom z góry uznawano ukrywających się przed nazistami Żydów”, co prowadziło do zabójstw.
5 maja 1944 oddział por. Władysława Kołacińskiego „Żbika”, który kilka miesięcy później wszedł w skład Brygady Świętokrzyskiej, dokonał napaści i masakry Żydów w Górkach Budziszowickich. Uczestnik akcji raportował: Dębica (gajówka), poczta Pińczów. Postój dwudniowy bez żadnych wydarzeń, prócz akcji na trzynaścioro żydów, ukrywających się w Górkach Budziszowickich w okolicach Małego Książa – cztery drużyny w liczbie czterdziestu żołnierzy pod dowództwem szefa kompanii »Bursika« udało się w podwodach do wymienionej miejscowości, gdzie po wyciągnięciu trzynaściorga Żydów (parę dzieci, starszych panien, starszych kobiet, około w tym samym wieku siedmiu mężczyzn), skatowaniu gospodarza, u którego żydzi przebywali, wywieźli ich o parę kilometrów od tej miejscowości na polanę i rozstrzelali, pozostawiając ich na miejscu. 7–8 maja 1944 r. członkowie oddziału tego samego dowódcy wkroczyli do Giebułtowa. Wykryli tam grupę Żydów ukrywających się u gospodarza Koniecznego. NSZ-owcy wyprowadzili ich do lasu. Tam udało się im zastrzelić: Majera Matusińskiego, jego żonę Rywkę i czwórkę ich dzieci; Hindę Herszkowicz i trójkę jej dzieci oraz Taubę z rodziny Lejzorek. Kilku innym pojmanym Żydom udało się zbiec Jeden z nich, Chil Lejzorek, dotarł do sąsiedniej wsi, gdzie miejscowi chłopi wydali go Niemcom. Żydzi uprowadzeni z Giebułtowa nie stawiali oporu, ponieważ NSZ-owcy powiedzieli im, że chcą im pomóc i przygarnąć do swojego oddziału. Przebieg mordu jest znany m.in. dzięki świadectwom Koniecznego, dokumentom AK, zeznaniom członków NSZ i relacjom ocalonych ofiar. O pogromie poinformowano Gestapo lub żandarmerię niemiecką. Funkcjonariusze przyjechali na miejsce i zamordowali córkę oraz żonę Koniecznego.
Latem 1944 r. Brygada Świętokrzyska dopuściła się co najmniej dwóch mordów na Żydach. Jeden ze świadków jej działalności mówił: Przyprowadzili z miejscowości Sulków do mojej wioski [Czaryś k. Włoszczowej] rodzinę żydowską, składającą się z trzech osób, w tym dziecko lat 4 (chłopczyk). Rodzinę tę umieszczono w spichlerzu Stępniaka Stanisława, gdzie po 3 lub 3 dniach wspomniana rodzina żydowska została wyprowadzona do czaryskiego lasu obok wsi Wola Czaryska, którą tam rozstrzelano. (...) Po kilku dniach żbikowcy złapali trzech ob. polskich narodowości żydowskiej, byli to mężczyźni w wieku ok. 20 do 25 lat, których również wyprowadzono do lasu i rozstrzelano. Informacja o zbrodni na trzech dorosłych Żydach została potwierdzona w kronice jednostki. Wynika z niej, że mężczyźni chcieli się do niej zaciągnąć, myśląc, że jest to drużyna AL.
Ponadto nazwiska osób podejrzanych o sympatie lewicowe, działalność komunistyczną i/lub żydowskie pochodzenie były umieszczane przez kontrwywiad NSZ-ONR na listach proskrypcyjnych. W kwietniu 1944 r. na jednej z takich list znaleźli się m.in. Irena Sendlerowa – kierowniczka referatu dziecięcego Rady Pomocy Żydom przy Delegaturze Rządu na Kraj („Żegoty”), oraz Aleksander Kamiński – redaktor naczelny „Biuletynu Informacyjnego” Komendy Głównej AK i autor powieści Kamienie na szaniec. Wskazanie Kamińskiego jako osoby do likwidacji uzasadniono następująco: „Żydofil, który zawsze skłaniał się do skrajnej lewicy-komuny. Niepewne pochodzenie matki (Żydówka lub Francuzka, wzgl. francuska Żydówka)”. W rzeczywistości oboje rodzice Kamińskiego byli Polakami, a przyczyną wydania na niego wyroku śmierci przez NSZ-ONR był – podobnie jak w przypadku Sendlerowej – udział w akcji ratowania Żydów. Umieszczenie na liście proskrypcyjnej mogło mieć tragiczne konsekwencje. Znajdujący się na pierwszym miejscu innej, liczącej 52 nazwiska, listy proskrypcyjnej prof. Ludwik Widerszal – szef Podwydziału „Z” (ziemie zachodnie i wschodnie) Biura Informacji i Propagandy KG AK (opisany jako „Żyd, uczeń Handelsmana, historyk, komunista”) został zamordowany 13 czerwca 1944 w swoim mieszkaniu przy ul. Asfaltowej 17 w Warszawie przez oddział Andrzeja Popławskiego „Sudeczki”. Oryginały wspomnianych list proskrypcyjnych znajdują się w Archiwum Akt Nowych, w aktach Delegatury Rządu na Kraj (teczka o sygn. 202/II-43).

## Procesy członków Brygady w powojennej Polsce
W okresie stalinizmu, w latach 1945–1956, żołnierze Brygady Świętokrzyskiej skazywani byli przez władze komunistyczne, w licznych procesach sądowych, na kary śmierci lub długoletniego więzienia. Władze zażądały wydania żołnierzy formacji przebywających na Zachodzie jako jednostki kolaboracyjnej.

## Upamiętnienie i kontrowersje
1 stycznia 1988 r. prezydent RP na uchodźstwie Kazimierz Sabbat wydał dekret, w którym stwierdził, że „żołnierze tej części Narodowych Sił Zbrojnych, która, ze względu na stanowisko jej czynników kierowniczych, nie została scalona z Polskimi Siłami Zbrojnymi – Armią Krajową, i którzy brali udział w walkach z okupantami w latach 1939–1945, spełnili swój obowiązek narodowy i żołnierski wobec Rzeczypospolitej Polskiej”. Był to wyraz hołdu i uznania dla szeregowych żołnierzy NSZ-ZJ (w tym Brygady Świętokrzyskiej), bez jednoczesnej legitymizacji całej formacji.
Groby niektórych członków Brygady Świętokrzyskiej NSZ znajdują się w Monachium na cmentarzu Perlacher Forst. 17 lutego 2018 grobom tym złożył hołd premier Mateusz Morawiecki. Czyn ten wywołał kontrowersje w kraju i za granicą. Podobne emocje wzbudziły w sierpniu 2019, objęte państwowym patronatem przez prezydenta Andrzeja Dudę, obchody 75-lecia powstania brygady. Spowodowało to m.in. protest poetów, który podpisali: Ewa Lipska, Adam Zagajewski, Jerzy Kronhold i Ryszard Krynicki. Dzieci oficerów Zgrupowań Świętokrzyskich Armii Krajowej napisały liście do Andrzeja Dudy: „Nasi ojcowie walczyli z hitlerowcami, bo tak pojmowali swój obowiązek wobec Ojczyzny. Niewyobrażalna była dla nich jakakolwiek współpraca z okupantami. Rząd polski w Londynie był dla nich rządem Rzeczypospolitej. Odłam NSZ, który stworzył Brygadę Świętokrzyską, legalnego rządu nie uznawał. Nie rozumiemy, jak można patronować rocznicy powołania kolaboranckiej formacji zbrojnej, co oznacza aprobatę jej celów i metod walki”. Naczelny rabin Polski Michael Schudrich odesłał wysłane mu zaproszenie na obchody 75-lecia brygady stwierdzając, że „zorganizowanie tych uroczystości znieważa pamięć wszystkich obywateli Polski poległych w walce z Niemcami. Zaproszenie mnie do wzięcia w nich udziału traktuję jako osobistą zniewagę”.
Prawicowy historyk i politolog Adam Wielomski uważa, że hołubienie Brygady Świętokrzyskiej NSZ przez niektórych polityków nie jest na rękę Polsce. Na swoim blogu napisał: Szczerze mówiąc nie rozumem racjonalności wyboru tej właśnie jednostki wojskowej na „kultową” w kręgach PiS-owskich i narodowych. Trudno sobie wyobrazić bardziej kontrowersyjną jednostkę. Problem ma aspekt polityczny i to jak najbardziej współczesny. Polska jest dziś atakowana na arenie międzynarodowej, ponieważ organizacje żydowskie – przy wsparciu Stanów Zjednoczonych – próbują wymusić od nas gigantyczne kwoty za tzw. mienie bezspadkowe. Roszczenia te nie mają podstaw prawnych, w związku z czym trwa kampania wrabiania nas w Holocaust, mordowanie Żydów, negowania udziału Polski w wojnie po stronie antyhitlerowskiej. Obrona idzie nam słabo. I w momencie tych skoncentrowanych ataków, z własnej (?) inicjatywy bierzemy do ręki bombę z palącym się lontem pod nazwą Brygada Świętokrzyska (...). Sami dajemy amunicję Żydom i Amerykanom przeciwko sobie. Gdzie tutaj rozum polityczny? Nie ma właściwszego momentu, abyśmy o Brygadzie taktownie zamilczeli...
Decyzję prezydenta o objęciu narodowym patronatem 75. rocznicy utworzenia Brygady Świętokrzyskiej krytycznie ocenił publicysta katolicki Michał Okoński, który uznał ją za działanie mające na celu podzielenie społeczeństwa: „Wchodzących w skład Brygady Świętokrzyskiej żołnierzy i partyzantów z pewnością nie obciążają decyzje ich dowódców. Tutaj jednak mówimy o rocznicy dotyczącej nie indywidualnych osób, ale całej formacji. Formacji pozostającej poza strukturami państwa, a i po przejściu na Zachód nieprzyjętej w szeregi Wojska Polskiego. Obejmując nad jej rocznicą patronat, prezydent – chcąc nie chcąc – podważa decyzje swoich poprzedników. Mylenie antykomunizmu z patriotyzmem prowadzi go na manowce”.
Minister Rodziny, Pracy i Polityki Społecznej Agnieszka Dziemianowicz-Bąk zdecydowała, że podległy jej Urząd do Spraw Kombatantów i Osób Represjonowanych nie będzie organizował uroczystości ku czci Brygady Świętokrzyskiej (a także ku czci Józefa Kurasia ps. „Ogień”). W opinii minister splamili oni swoimi czynami żołnierski mundur a poprzedni rząd zrównał autentycznych bohaterów jak Witold Pilecki z osobami, których czyny zasługują na potępienie.
Uroczystości upamiętnienia 80. rocznicy powołania Brygady Świętokrzyskiej NSZ odbyły się w sierpniu 2024. 9 sierpnia odbyła się sesja popularnonaukowa, zorganizowana przez Biuro Badań Historycznych IPN wraz z Muzeum Żołnierzy Wyklętych i Więźniów Politycznych PRL. 11 sierpnia była sprawowana Msza św. w katedrze polowej Wojska Polskiego. Kontynuacją uroczystości było złożenie wieńców pod Grobem Nieznanego Żołnierza. Organizatorem uroczystości był IPN wspólnie z Zarządem Głównym Związku Żołnierzy Narodowych Sił Zbrojnych.

## Brygada Świętokrzyska w kulturze
W 1965, w ramach serii Biblioteka Żółtego Tygrysa, ukazała się książka „Tropem jaszczurki” autorstwa Henryka Kawki i Mariana Strużyńskiego opisująca historię Brygady Świętokrzyskiej.
Historia brygady pojawia się także w powieściach: Legion Elżbiety Cherezińskiej oraz Zygzakiem przez wojnę Piotra Langenfelda i Michała Gruszczyńskiego.